# WTA Tour 2013
WTA Tour 2013 představovala nejvyšší úroveň ženského profesionálního tenisu hranou v roce 2013. Sezóna trvající od ledna do konce října zahrnovala až na výjimky turnaje organizované Ženskou tenisovou asociací (WTA).
Do okruhu WTA Tour se řadil Grand Slam pořádaný Mezinárodní tenisovou federací (ITF), dále pak kategorie WTA Premier, WTA International a závěrečné turnaje sezóny Garanti Koza Tournament of Champions a WTA Tour Championships. Součástí sezóny se tradičně staly i týmové soutěže organizované ITF – Fed Cup a australský Hopmanový pohár, z něhož nebyly tenistkám přiděleny žádné body.
Sezóně dominovala Američanka Serena Williamsová. V únoru 2013 se popáté vrátila na pozici světové jedničky, kde vystřídala Bělorusku Viktorii Azarenkovou. Zahájila tak šesté období na vrcholu klasifikace ukončené až po 186 týdnech v září 2016, kdy se po US Open 2016 jedničkou stala Kerberová. Vyrovnala tím historický rekord Steffi Grafové v nejvyšším počtu týdnů na čele bez přerušení. V červnu 2013 Williamsová vytvořila nový rekord 13 615 bodů od zavedení žebříčku WTA v roce 1975 a v konečné klasifikaci nasbírala opět rekordních 13 260 bodů. V sezóně 2022 se této hodnotě přiblížila Iga Świąteková, s druhou nejvyšší hodnotou 11 085 bodů.
Williamsová se probojovala do třinácti finále dvouhry, z nichž jedenáct vyhrála včetně závěrečného Turnaje mistryň. Zvítězila v 78 utkáních a jen čtyřikrát odešla poražena. Soupeřkám uštědřila 25 „kanárů“. Po jedenácti letech zvítězila na French Open a v září popáté ovládla US Open. Dosáhla na nejvyšší počet titulů v kariéře během jedné sezóny a získala nejvíce trofejí v ženském tenise od roku 1997, kdy Martina Hingisová vyhrála dvanáct turnajů. Neporazitelnost udržela na antuce, když triumfovala na všech pěti antukových turnajích, do nichž zasáhla, s poměrem 28–0. Série 34zápasové neporazitelnosti byla nejdelší v celé její kariéře. Šňůru výher zahájila na březnovém Sony Open Tennis v Key Biscayne a ukončila ji až Sabine Lisická v osmifinále Wimbledonu. Celoroční úspěšnost výher 95,1 % představovala vůbec nejvyšší hodnotu u jakékoli tenistky od roku 1990. Zároveň se stala první tenistkou v historii, která během jedné sezóny vydělala přes 10 miliónů dolarů, s konečnou částkou 12 385 572 dolarů.
Mužskou obdobou ženského okruhu představoval ATP World Tour 2013 a střední úroveň ženského tenisu WTA 125K 2013.

## Chronologický přehled turnajů
Legenda
Tabulky měsíců uvádí vítězky a finalistky dvouhry i čtyřhry a dále pak semifinalistky a čtvrtfinalistky dvouhry. Zápis –D/–Q/–Č/–X uvádí počet hráček dvouhry/hráček kvalifikace dvouhry/párů čtyřhry/párů mixu, (ZS) – základní skupina.
| Grand Slam                        |
| Závěrečný turnaj sezóny           |
| WTA Premier Mandatory tournaments |
| WTA Premier 5 tournaments         |
| WTA Premier tournaments           |
| WTA International tournaments     |
| Týmové soutěže                    |

### Leden
| Týden od            | Turnaj                                                                                          | Vítězky                                                      | Finalistky                              | Semifinalistky                         | Čtvrtfinalistky                                                                   |
| ------------------- | ----------------------------------------------------------------------------------------------- | ------------------------------------------------------------ | --------------------------------------- | -------------------------------------- | --------------------------------------------------------------------------------- |
| 31. prosince        | Hyundai Hopman Cup Perth, Austrálie Týmová soutěž 1 000 000 A$ – tvrdý (h) 8 týmů (ZS)          | Španělsko 2–1                                                | Srbsko                                  | Skupna A Austrálie Itálie Německo      | Skupina B Spojené státy Jižní Afrika Francie                                      |
| 31. prosince        | Brisbane International Brisbane, Austrálie WTA Premier 1 000 000 $ – tvrdý 32D/32Q/16Č          | Serena Williamsová 6–2, 6–1                                  | Anastasia Pavljučenkova                 | Viktoria Azarenková Lesja Curenková    | Xenija Pervaková Sloane Stephensová Angelique Kerberová Daniela Hantuchová        |
| 31. prosince        | Brisbane International Brisbane, Austrálie WTA Premier 1 000 000 $ – tvrdý 32D/32Q/16Č          | Bethanie Mattek-Sandsová Sania Mirzaová 4–6, 6–4, [10–7]     | Květa Peschkeová Anna-Lena Grönefeldová | Viktoria Azarenková Lesja Curenková    | Xenija Pervaková Sloane Stephensová Angelique Kerberová Daniela Hantuchová        |
| 31. prosince        | ASB Classic Auckland, Nový Zéland WTA International 235 000 $ – tvrdý 32D/30Q/16Č               | Agnieszka Radwańská 6–4, 6–4                                 | Yanina Wickmayerová                     | Jamie Hamptonová Mona Barthelová       | Jelena Vesninová Kiki Bertensová Kirsten Flipkensová Johanna Larssonová           |
| 31. prosince        | ASB Classic Auckland, Nový Zéland WTA International 235 000 $ – tvrdý 32D/30Q/16Č               | Cara Blacková Anastasia Rodionovová 2–6, 6–2, [10–5]         | Julia Görgesová Jaroslava Švedovová     | Jamie Hamptonová Mona Barthelová       | Jelena Vesninová Kiki Bertensová Kirsten Flipkensová Johanna Larssonová           |
| 31. prosince        | Shenzhen Gemdale Open Šen-čen, Čína WTA International 500 000 $ – tvrdý 32D/16Q/16Č             | Li Na 6–3, 1–6, 7–5                                          | Klára Zakopalová                        | Pcheng Šuaj Monica Niculescuová        | Bojana Jovanovská Annika Becková Čou I-miao Marion Bartoliová                     |
| 31. prosince        | Shenzhen Gemdale Open Šen-čen, Čína WTA International 500 000 $ – tvrdý 32D/16Q/16Č             | Čan Chao-čching Čan Jung-žan 6–0, 7–5                        | Iryna Burjačoková Valerija Solovjovová  | Pcheng Šuaj Monica Niculescuová        | Bojana Jovanovská Annika Becková Čou I-miao Marion Bartoliová                     |
| 7. ledna            | Apia International Sydney Sydney, Austrálie WTA Premier 681 000 $ – tvrdý 30D/48Q/16Č           | Agnieszka Radwańská 6–0, 6–0                                 | Dominika Cibulková                      | Li Na Angelique Kerberová              | Roberta Vinciová Madison Keysová Sara Erraniová Světlana Kuzněcovová              |
| 7. ledna            | Apia International Sydney Sydney, Austrálie WTA Premier 681 000 $ – tvrdý 30D/48Q/16Č           | Naděžda Petrovová Katarina Srebotniková 6–3, 6–4             | Sara Erraniová Roberta Vinciová         | Li Na Angelique Kerberová              | Roberta Vinciová Madison Keysová Sara Erraniová Světlana Kuzněcovová              |
| 7. ledna            | Moorilla Hobart International Hobart, Austrálie WTA International 235 000 $ – tvrdý 32D/32Q/16Č | Jelena Vesninová 6–3, 6–4                                    | Mona Barthelová                         | Kirsten Flipkensová Sloane Stephensová | Monica Niculescuová Cvetana Pironkovová Jarmila Gajdošová Lauren Davisová         |
| 7. ledna            | Moorilla Hobart International Hobart, Austrálie WTA International 235 000 $ – tvrdý 32D/32Q/16Č | Garbiñe Muguruzaová María Teresa Torró Florová 6–3, 7–6(7–5) | Tímea Babosová Mandy Minellaová         | Kirsten Flipkensová Sloane Stephensová | Monica Niculescuová Cvetana Pironkovová Jarmila Gajdošová Lauren Davisová         |
| 14. ledna 21. ledna | Australian Open Melbourne, Austrálie Grand Slam 13 712 772 $ – tvrdý 128D/96Q/64Č/32X           | Viktoria Azarenková 4–6, 6–4, 6–3                            | Li Na                                   | Sloane Stephensová Maria Šarapovová    | Světlana Kuzněcovová Serena Williamsová Agnieszka Radwańská Jekatěrina Makarovová |
| 14. ledna 21. ledna | Australian Open Melbourne, Austrálie Grand Slam 13 712 772 $ – tvrdý 128D/96Q/64Č/32X           | Sara Erraniová Roberta Vinciová 6–2, 3–6, 6–2                | Ashleigh Bartyová Casey Dellacquová     | Sloane Stephensová Maria Šarapovová    | Světlana Kuzněcovová Serena Williamsová Agnieszka Radwańská Jekatěrina Makarovová |
| 14. ledna 21. ledna | Australian Open Melbourne, Austrálie Grand Slam 13 712 772 $ – tvrdý 128D/96Q/64Č/32X           | Jarmila Gajdošová Matthew Ebden 6–3, 7–5                     | Lucie Hradecká František Čermák         | Sloane Stephensová Maria Šarapovová    | Světlana Kuzněcovová Serena Williamsová Agnieszka Radwańská Jekatěrina Makarovová |
| 28. ledna           | Open GDF Suez Paříž, Francie WTA Premier 681 000 $ – tvrdý (h) 30D/32Q/16Č                      | Mona Barthelová 7–5, 7–6(7–4)                                | Sara Erraniová                          | Kiki Bertensová Kristina Mladenovic    | Carla Suárez Navarrová Lucie Šafářová Marion Bartoliová Petra Kvitová             |
| 28. ledna           | Open GDF Suez Paříž, Francie WTA Premier 681 000 $ – tvrdý (h) 30D/32Q/16Č                      | Sara Erraniová Roberta Vinciová 6-1, 6-1                     | Andrea Hlaváčková Liezel Huberová       | Kiki Bertensová Kristina Mladenovic    | Carla Suárez Navarrová Lucie Šafářová Marion Bartoliová Petra Kvitová             |
| 28. ledna           | PTT Pattaya Open Pattaya, Thajsko WTA International 235 000 $ – tvrdý 32D/16Q/16Č               | Maria Kirilenková 5–7, 6–1, 7–6(7–1)                         | Sabine Lisická                          | Nina Bratčikovová Sorana Cîrsteaová    | Ajumi Moritová Marina Erakovicová Anastasija Sevastova Jelena Vesninová           |
| 28. ledna           | PTT Pattaya Open Pattaya, Thajsko WTA International 235 000 $ – tvrdý 32D/16Q/16Č               | Kimiko Date Krummová Casey Dellacquová 6–3, 6–2              | Akgul Amanmuradovová Alexandra Panovová | Nina Bratčikovová Sorana Cîrsteaová    | Ajumi Moritová Marina Erakovicová Anastasija Sevastova Jelena Vesninová           |

### Únor
| Týden od  | Turnaj | Vítězky                                                       | Finalistky                                       | Semifinalistky                             | Čtvrtfinalistky                                                                         |
| --------- | --- | ------------------------------------------------------------- | ------------------------------------------------ | ------------------------------------------ | --------------------------------------------------------------------------------------- |
| 4. února  | Fed Cup, čtvrtfinále Ostrava, Česko – tvrdý (h) Rimini, Itálie – antuka (h) Moskva, Rusko – tvrdý (h) Niš, Srbsko – tvrdý (h) | Vítězové Česko 4–0 Itálie 3–2 Rusko 3–2 Slovensko 3–2         | Poražení Austrálie Spojené státy Japonsko Srbsko |                                            |                                                                                         |
| 11. února | Qatar Total Open Dauhá, Katar WTA Premier 5 2 216 000 $ – tvrdý – 56D/32Q/16Č                                                 | Viktoria Azarenková 7–6(8–6), 2–6, 6–3                        | Serena Williamsová                               | Agnieszka Radwańská Maria Šarapovová       | Sara Erraniová Caroline Wozniacká Samantha Stosurová Petra Kvitová                      |
| 11. února | Qatar Total Open Dauhá, Katar WTA Premier 5 2 216 000 $ – tvrdý – 56D/32Q/16Č                                                 | Sara Erraniová Roberta Vinciová 2–6, 6–3, [10–6]              | Naděžda Petrovová Katarina Srebotniková          | Agnieszka Radwańská Maria Šarapovová       | Sara Erraniová Caroline Wozniacká Samantha Stosurová Petra Kvitová                      |
| 18. února | Dubai Duty Free Tennis Championships Dubaj, Spojené arabské emiráty WTA Premier 2 000 000 $ – tvrdý – 30D/32Q/28Č             | Petra Kvitová 6–2, 1–6, 6–1                                   | Sara Erraniová                                   | Roberta Vinciová Caroline Wozniacká        | Naděžda Petrovová Samantha Stosurová Agnieszka Radwańská Marion Bartoliová              |
| 18. února | Dubai Duty Free Tennis Championships Dubaj, Spojené arabské emiráty WTA Premier 2 000 000 $ – tvrdý – 30D/32Q/28Č             | Bethanie Matteková-Sandsová Sania Mirzaová 6–4, 2–6, [10–7]   | Naděžda Petrovová Katarina Srebotniková          | Roberta Vinciová Caroline Wozniacká        | Naděžda Petrovová Samantha Stosurová Agnieszka Radwańská Marion Bartoliová              |
| 18. února | Copa Colsanitas Bogotá, Kolumbie WTA International 220 000 $ – antuka – 32D/32Q/16Č                                           | Jelena Jankovićová 6–1, 6–2                                   | Paula Ormaecheaová                               | Karin Knappová Teliana Pereirová           | Alexandra Cadanțuová L. Arruabarrena Vecino María Teresa Torró Florová Mandy Minellaová |
| 18. února | Copa Colsanitas Bogotá, Kolumbie WTA International 220 000 $ – antuka – 32D/32Q/16Č                                           | Tímea Babosová Mandy Minellaová 6–4, 6–3                      | Eva Birnerová Alexandra Panovová                 | Karin Knappová Teliana Pereirová           | Alexandra Cadanțuová L. Arruabarrena Vecino María Teresa Torró Florová Mandy Minellaová |
| 18. února | U.S. National Indoor Tennis Championships Memphis, Spojené státy WTA International 235 000 $ – tvrdý (h) – 32D/16Q/16Č        | Marina Erakovicová 6–1, skreč                                 | Sabine Lisická                                   | Magdaléna Rybáriková Stefanie Vögeleová    | Kirsten Flipkensová Kristina Mladenovicová Heather Watsonová Jamie Hamptonová           |
| 18. února | U.S. National Indoor Tennis Championships Memphis, Spojené státy WTA International 235 000 $ – tvrdý (h) – 32D/16Q/16Č        | Kristina Mladenovicová Galina Voskobojevová 7–6(7–5), 6–3     | Sofia Arvidssonová Johanna Larssonová            | Magdaléna Rybáriková Stefanie Vögeleová    | Kirsten Flipkensová Kristina Mladenovicová Heather Watsonová Jamie Hamptonová           |
| 25. února | Abierto Mexicano TELCEL Acapulco, Mexiko WTA International $235 000 – antuka – 32D/32Q/16Č                                    | Sara Erraniová 6–0, 6–4                                       | Carla Suárez Navarrová                           | Alizé Cornetová Sílvia Solerová Espinosová | Kiki Bertensová Lourdes Domínguez Linová Karin Knappová Francesca Schiavoneová          |
| 25. února | Abierto Mexicano TELCEL Acapulco, Mexiko WTA International $235 000 – antuka – 32D/32Q/16Č                                    | Lourdes Domínguez Linová Arantxa Parra Santonja 6–4, 7–6(7–1) | Catalina Castañová Mariana Duque Mariño          | Alizé Cornetová Sílvia Solerová Espinosová | Kiki Bertensová Lourdes Domínguez Linová Karin Knappová Francesca Schiavoneová          |
| 25. února | BMW Malaysian Open Kuala Lumpur, Malajsie WTA International 235 000 $ – tvrdý – 32D/32Q/16Č                                   | Karolína Plíšková 1–6, 7–5, 6–3                               | Bethanie Matteková-Sandsová                      | Ajumi Moritová Anastasija Pavljučenkovová  | Patricia Mayrová-Achleitnerová Luksika Kumkhumová Ashleigh Bartyová Sie Šu-wej          |
| 25. února | BMW Malaysian Open Kuala Lumpur, Malajsie WTA International 235 000 $ – tvrdý – 32D/32Q/16Č                                   | Šúko Aojamová Čang Kchaj-čen 6–7(4–7), 7–6(7–4), [14–12]      | Janette Husárová Čang Šuaj                       | Ajumi Moritová Anastasija Pavljučenkovová  | Patricia Mayrová-Achleitnerová Luksika Kumkhumová Ashleigh Bartyová Sie Šu-wej          |
| 25. února | Brasil Tennis Cup Florianópolis, Brazílie WTA International 235 000 $ – tvrdý – 32D/32Q/16Č                                   | Monica Niculescuová 6–2, 4–6, 6–4                             | Olga Pučkovová                                   | Venus Williamsová Kristina Mladenovicová   | Magdaléna Rybáriková Jana Čepelová Tímea Babosová Melinda Czinková                      |
| 25. února | Brasil Tennis Cup Florianópolis, Brazílie WTA International 235 000 $ – tvrdý – 32D/32Q/16Č                                   | Anabel Medina Garriguesová Jaroslava Švedovová 6–0, 6–4       | Anne Keothavongová Valeria Savinychová           | Venus Williamsová Kristina Mladenovicová   | Magdaléna Rybáriková Jana Čepelová Tímea Babosová Melinda Czinková                      |

### Březen
| Týden od              | Turnaj                                                                                             | Vítězky                                                 | Finalistky                              | Semifinalistky                         | Čtvrtfinalistky                                                     |
| --------------------- | -------------------------------------------------------------------------------------------------- | ------------------------------------------------------- | --------------------------------------- | -------------------------------------- | ------------------------------------------------------------------- |
| 4. března 11. března  | BNP Paribas Open Indian Wells, Spojené státy WTA Premier Mandatory 5 185 625 $ – tvrdý 96D/48Q/32Č | Maria Šarapovová 6–2, 6–2                               | Caroline Wozniacká                      | Angelique Kerberová Maria Kirilenková  | Viktoria Azarenková Samantha Stosurová Petra Kvitová Sara Erraniová |
| 4. března 11. března  | BNP Paribas Open Indian Wells, Spojené státy WTA Premier Mandatory 5 185 625 $ – tvrdý 96D/48Q/32Č | Jekatěrina Makarovová Jelena Vesninová 6–0, 5–7, [10–6] | Naděžda Petrovová Katarina Srebotniková | Angelique Kerberová Maria Kirilenková  | Viktoria Azarenková Samantha Stosurová Petra Kvitová Sara Erraniová |
| 18. března 25. března | Sony Open Tennis Miami, Spojené státy WTA Premier Mandatory 5 185 625 $ – tvrdý 96D/48Q/32Č        | Serena Williamsová 4–6, 6–3, 6–0                        | Maria Šarapovová                        | Agnieszka Radwańská Jelena Jankovićová | Li Na Kirsten Flipkensová Sara Erraniová Roberta Vinciová           |
| 18. března 25. března | Sony Open Tennis Miami, Spojené státy WTA Premier Mandatory 5 185 625 $ – tvrdý 96D/48Q/32Č        | Naděžda Petrovová Katarina Srebotniková 6–1, 7–6(7–2)   | Lisa Raymondová Laura Robsonová         | Agnieszka Radwańská Jelena Jankovićová | Li Na Kirsten Flipkensová Sara Erraniová Roberta Vinciová           |

### Duben
| Týden od  | Turnaj | Vítězky                                               | Finalistky                              | Semifinalistky                               | Čtvrtfinalistky                                                                   |
| --------- | --- | ----------------------------------------------------- | --------------------------------------- | -------------------------------------------- | --------------------------------------------------------------------------------- |
| 1. dubna  | Family Circle Cup Charleston, Spojené státy WTA Premier 794 000 $ – antuka – 56D/48Q/16Č                        | Serena Williamsová 3–6, 6–0, 6–2                      | Jelena Jankovićová                      | Venus Williamsová Stefanie Vögeleová         | Lucie Šafářová Madison Keysová Eugenie Bouchardová Caroline Wozniacká             |
| 1. dubna  | Family Circle Cup Charleston, Spojené státy WTA Premier 794 000 $ – antuka – 56D/48Q/16Č                        | Kristina Mladenovicová Lucie Šafářová 6–3, 7–6(8–6)   | Andrea Hlaváčková Liezel Huberová       | Venus Williamsová Stefanie Vögeleová         | Lucie Šafářová Madison Keysová Eugenie Bouchardová Caroline Wozniacká             |
| 1. dubna  | Whirlpool Monterrey Open Monterrey, Mexiko WTA International 235 000 $ – antuka – 32D/32Q/16Č                   | Anastasija Pavljučenkovová 4–6, 6–2, 6–4              | Angelique Kerberová                     | Maria Kirilenková Monica Niculescuová        | Ajumi Moritová Urszula Radwańská Tímea Babosová Lauren Davisová                   |
| 1. dubna  | Whirlpool Monterrey Open Monterrey, Mexiko WTA International 235 000 $ – antuka – 32D/32Q/16Č                   | Tímea Babosová Kimiko Date Krummová 6–1, 6–4          | Eva Birnerová Tamarine Tanasugarnová    | Maria Kirilenková Monica Niculescuová        | Ajumi Moritová Urszula Radwańská Tímea Babosová Lauren Davisová                   |
| 8. dubna  | BNP Paribas Katowice Open Katovice, Polsko WTA International 235 000 $ – antuka (h) 32S/32Q/16D                 | Roberta Vinciová 7–6(7–2), 6–1                        | Petra Kvitová                           | Alexandra Cadanțuová Annika Becková          | Petra Martićová Šachar Pe'erová Maria Elena Camerin Karolína Plíšková             |
| 8. dubna  | BNP Paribas Katowice Open Katovice, Polsko WTA International 235 000 $ – antuka (h) 32S/32Q/16D                 | Lara Arruabarrenová Lourdes Domínguez Linová 6–4, 7–5 | Raluca Olaruová Valerija Solovjovová    | Alexandra Cadanțuová Annika Becková          | Petra Martićová Šachar Pe'erová Maria Elena Camerin Karolína Plíšková             |
| 15. dubna | Fed Cup, semifinále Palermo, Itálie – antuka Moskva, Rusko – tvrdý (h)                                          | Vítězové Itálie 3–1 Rusko 3–2                         | Poražení Česko Slovensko                |                                              |                                                                                   |
| 22. dubna | Porsche Tennis Grand Prix Stuttgart, Německo WTA Premier 794 000 $ – antuka (h) 28D/32Q/16Č                     | Maria Šarapovová 6–4, 6–3                             | Li Na                                   | Angelique Kerberová Bethanie Mattek-Sandsová | Ana Ivanovićová Jaroslava Švedovová Sabine Lisická Petra Kvitová                  |
| 22. dubna | Porsche Tennis Grand Prix Stuttgart, Německo WTA Premier 794 000 $ – antuka (h) 28D/32Q/16Č                     | Mona Barthelová Sabine Lisická 6–4, 7–5               | Bethanie Mattek-Sandsová Sania Mirzaová | Angelique Kerberová Bethanie Mattek-Sandsová | Ana Ivanovićová Jaroslava Švedovová Sabine Lisická Petra Kvitová                  |
| 22. dubna | Grand Prix de SAR La Princesse Lalla Meryem Marrákeš, Maroko WTA International 235 000 $ – antuka – 32D/32Q/16Č | Francesca Schiavoneová 6–1, 6–3                       | Lourdes Domínguez Linová                | Mandy Minellaová Chanelle Scheepersová       | Kiki Bertensová Sílvia Solerová Espinosová Alizé Cornetová Kristina Mladenovicová |
| 22. dubna | Grand Prix de SAR La Princesse Lalla Meryem Marrákeš, Maroko WTA International 235 000 $ – antuka – 32D/32Q/16Č | Tímea Babosová Mandy Minellaová 6–3, 6–1              | Petra Martićová Kristina Mladenovicová  | Mandy Minellaová Chanelle Scheepersová       | Kiki Bertensová Sílvia Solerová Espinosová Alizé Cornetová Kristina Mladenovicová |
| 29. dubna | Portugal Open Oeiras, Portugalsko WTA International 235 000 $ – antuka – 32D/32Q/16Č                            | Anastasija Pavljučenkovová 7–5, 6–2                   | Carla Suárez Navarrová                  | Romina Oprandiová Kaia Kanepiová             | Světlana Kuzněcovová Jelena Vesninová Mónica Puigová Ajumi Moritová               |
| 29. dubna | Portugal Open Oeiras, Portugalsko WTA International 235 000 $ – antuka – 32D/32Q/16Č                            | Čan Chao-čching Kristina Mladenovicová 7–6(7–3), 6–2  | Darija Juraková Katalin Marosiová       | Romina Oprandiová Kaia Kanepiová             | Světlana Kuzněcovová Jelena Vesninová Mónica Puigová Ajumi Moritová               |

### Květen
| Týden od             | Turnaj                                                                                           | Vítězky                                                      | Finalistky                           | Semifinalistky                         | Čtvrtfinalistky                                                                     |
| -------------------- | ------------------------------------------------------------------------------------------------ | ------------------------------------------------------------ | ------------------------------------ | -------------------------------------- | ----------------------------------------------------------------------------------- |
| 6. května            | Mutua Madrid Open Madrid, Španělsko WTA Premier Mandatory 4 033 251 $ – antuka 64D/32Q/28Č       | Serena Williamsová 6–1, 6–4                                  | Maria Šarapovová                     | Sara Erraniová Ana Ivanovićová         | Anabel Medina Garriguesová Jekatěrina Makarovová Angelique Kerberová Kaia Kanepiová |
| 6. května            | Mutua Madrid Open Madrid, Španělsko WTA Premier Mandatory 4 033 251 $ – antuka 64D/32Q/28Č       | Anastasia Pavljučenkova Lucie Šafářová 6–2, 6-4              | Cara Blacková Marina Erakovicová     | Sara Erraniová Ana Ivanovićová         | Anabel Medina Garriguesová Jekatěrina Makarovová Angelique Kerberová Kaia Kanepiová |
| 13. května           | Internazionali BNL d'Italia Řím, Itálie WTA Premier 5 2 216 000 $ – antuka 56D/32Q/28Č           | Serena Williamsová 6–1, 6–3                                  | Viktoria Azarenková                  | Sara Erraniová Simona Halepová         | Carla Suárez Navarrová Jelena Jankovićová Samantha Stosurová Maria Šarapovová       |
| 13. května           | Internazionali BNL d'Italia Řím, Itálie WTA Premier 5 2 216 000 $ – antuka 56D/32Q/28Č           | Sie Šu-wej Pcheng Šuaj 4–6, 6–3, [10–8]                      | Sara Erraniová Roberta Vinciová      | Sara Erraniová Simona Halepová         | Carla Suárez Navarrová Jelena Jankovićová Samantha Stosurová Maria Šarapovová       |
| 20. května           | Brussels Open Brusel, Belgie WTA Premier 681 000 $ – antuka 30D/32Q/16Č                          | Kaia Kanepiová 6–2, 7–5                                      | Pcheng Šuaj                          | Romina Oprandiová Jamie Hamptonová     | Čeng Ťie Sloane Stephensová Varvara Lepčenková Roberta Vinciová                     |
| 20. května           | Brussels Open Brusel, Belgie WTA Premier 681 000 $ – antuka 30D/32Q/16Č                          | Anna-Lena Grönefeldová Květa Peschkeová 6–0, 6–3             | Gabriela Dabrowská Šachar Pe'erová   | Romina Oprandiová Jamie Hamptonová     | Čeng Ťie Sloane Stephensová Varvara Lepčenková Roberta Vinciová                     |
| 20. května           | Internationaux de Strasbourg Štrasburk, Francie WTA International 235 000 $ – antuka 32D/32Q/16Č | Alizé Cornetová 7–6(7–4), 6–0                                | Lucie Hradecká                       | Eugenie Bouchardová Flavia Pennettaová | Anna Tatišviliová Chanelle Scheepersová Misaki Doiová Johanna Larssonová            |
| 20. května           | Internationaux de Strasbourg Štrasburk, Francie WTA International 235 000 $ – antuka 32D/32Q/16Č | Kimiko Date Krummová Chanelle Scheepersová 6–4, 3–6, [14–12] | Cara Blacková Marina Erakovicová     | Eugenie Bouchardová Flavia Pennettaová | Anna Tatišviliová Chanelle Scheepersová Misaki Doiová Johanna Larssonová            |
| 27. května 3. června | French Open Paříž, Francie Grand Slam 12 957 474 $ – antuka 128D/96Q/64Č/32X                     | Serena Williamsová 6–4, 6–4                                  | Maria Šarapovová                     | Sara Erraniová Viktoria Azarenková     | Světlana Kuzněcovová Agnieszka Radwańská Maria Kirilenková Jelena Jankovićová       |
| 27. května 3. června | French Open Paříž, Francie Grand Slam 12 957 474 $ – antuka 128D/96Q/64Č/32X                     | Jekatěrina Makarovová Jelena Vesninová 7–5, 6–2              | Sara Erraniová Roberta Vinciová      | Sara Erraniová Viktoria Azarenková     | Světlana Kuzněcovová Agnieszka Radwańská Maria Kirilenková Jelena Jankovićová       |
| 27. května 3. června | French Open Paříž, Francie Grand Slam 12 957 474 $ – antuka 128D/96Q/64Č/32X                     | Lucie Hradecká František Čermák 1–6, 6–4, [10–5]             | Kristina Mladenovicová Daniel Nestor | Sara Erraniová Viktoria Azarenková     | Světlana Kuzněcovová Agnieszka Radwańská Maria Kirilenková Jelena Jankovićová       |

### Červen
| Týden od               | Turnaj                                                                                          | Vítězky                                                                | Finalistky                                | Semifinalistky                             | Čtvrtfinalistky                                                               |
| ---------------------- | ----------------------------------------------------------------------------------------------- | ---------------------------------------------------------------------- | ----------------------------------------- | ------------------------------------------ | ----------------------------------------------------------------------------- |
| 10. června             | AEGON Classic Birmingham, Spojené království WTA International 235 000 $ – tráva 56D/32Q/16Č    | Daniela Hantuchová 7–6(7–5), 6–4                                       | Donna Vekićová                            | Magdaléna Rybáriková Alison Riskeová       | Madison Keysová Sorana Cîrsteaová Sabine Lisická Francesca Schiavoneová       |
| 10. června             | AEGON Classic Birmingham, Spojené království WTA International 235 000 $ – tráva 56D/32Q/16Č    | Ashleigh Bartyová Casey Dellacquová 7–5, 6–4                           | Cara Blacková Marina Erakovicová          | Magdaléna Rybáriková Alison Riskeová       | Madison Keysová Sorana Cîrsteaová Sabine Lisická Francesca Schiavoneová       |
| 10. června             | Nürnberger Versicherungscup Norimberk, Německo WTA International 235 000 $ – antuka 32D/16Q/16Č | Simona Halepová 6–3, 6–3                                               | Andrea Petkovicová                        | Jelena Jankovićová Lucie Šafářová          | Lourdes Domínguez Linová Annika Becková Galina Voskobojevová Polona Hercogová |
| 10. června             | Nürnberger Versicherungscup Norimberk, Německo WTA International 235 000 $ – antuka 32D/16Q/16Č | Raluca Olaruová Valerija Solovjovová 2–6, 7–6(7–3), [11–9]             | Anna-Lena Grönefeld Květa Peschkeová      | Jelena Jankovićová Lucie Šafářová          | Lourdes Domínguez Linová Annika Becková Galina Voskobojevová Polona Hercogová |
| 17. června             | AEGON International Eastbourne, Spojené království WTA Premier 681 000 $ – tráva 32D/32Q/16Č    | Jelena Vesninová 6–2, 6–1                                              | Jamie Hamptonová                          | Caroline Wozniacká Yanina Wickmayerová     | Lucie Šafářová Jekatěrina Makarovová Maria Kirilenková Li Na                  |
| 17. června             | AEGON International Eastbourne, Spojené království WTA Premier 681 000 $ – tráva 32D/32Q/16Č    | Naděžda Petrovová Katarina Srebotniková 6–3, 6–3                       | Monica Niculescuová Klára Zakopalová      | Caroline Wozniacká Yanina Wickmayerová     | Lucie Šafářová Jekatěrina Makarovová Maria Kirilenková Li Na                  |
| 17. června             | Topshelf Open 's-Hertogenbosch, Nizozemsko WTA International 235 000 $ – tráva 32D/16Q/16Č      | Simona Halepová 6–4, 6–2                                               | Kirsten Flipkensová                       | Carla Suárez Navarrová Garbiñe Muguruzaová | Lesja Curenková Cvetana Pironkovová Urszula Radwańská Dominika Cibulková      |
| 17. června             | Topshelf Open 's-Hertogenbosch, Nizozemsko WTA International 235 000 $ – tráva 32D/16Q/16Č      | Irina-Camelia Beguová Anabel Medina Garriguesová 4–6, 7–6(7–3), [11–9] | Dominika Cibulková Arantxa Parra Santonja | Carla Suárez Navarrová Garbiñe Muguruzaová | Lesja Curenková Cvetana Pironkovová Urszula Radwańská Dominika Cibulková      |
| 24. června 1. července | Wimbledon Londýn, Spojené království Grand Slam 16 775 934 $ – tráva 128D/96Q/64Č/16Q/48X       | Marion Bartoliová 6–1, 6–4                                             | Sabine Lisická                            | Agnieszka Radwańská Kirsten Flipkensová    | Kaia Kanepiová Li Na Sloane Stephensová Petra Kvitová                         |
| 24. června 1. července | Wimbledon Londýn, Spojené království Grand Slam 16 775 934 $ – tráva 128D/96Q/64Č/16Q/48X       | Sie Šu-wej Pcheng Šuaj 7-6(7-1), 6-1                                   | Ashleigh Bartyová Casey Dellacquová       | Agnieszka Radwańská Kirsten Flipkensová    | Kaia Kanepiová Li Na Sloane Stephensová Petra Kvitová                         |
| 24. června 1. července | Wimbledon Londýn, Spojené království Grand Slam 16 775 934 $ – tráva 128D/96Q/64Č/16Q/48X       | Daniel Nestor Kristina Mladenovicová 5–7, 6–2, 8–6                     | Bruno Soares Lisa Raymondová              | Agnieszka Radwańská Kirsten Flipkensová    | Kaia Kanepiová Li Na Sloane Stephensová Petra Kvitová                         |

### Červenec
| Týden od     | Turnaj                                                                                                | Vítězky                                                     | Finalistky                               | Semifinalistky                              | Čtvrtfinalistky                                                                          |
| ------------ | --- | ----------------------------------------------------------- | ---------------------------------------- | ------------------------------------------- | ---------------------------------------------------------------------------------------- |
| 8. července  | Budapest Grand Prix Budapešť, Maďarsko WTA International 235 000 $ – antuka – 32D/32Q/16Č             | Simona Halepová 6–3, 6–7(7–9), 6–1                          | Yvonne Meusburgerová                     | Chanelle Scheepersová Alexandra Cadanțuová  | Danka Kovinićová Annika Becková Tímea Babosová Šachar Pe'erová                           |
| 8. července  | Budapest Grand Prix Budapešť, Maďarsko WTA International 235 000 $ – antuka – 32D/32Q/16Č             | Andrea Hlaváčková Lucie Hradecká 6–4, 6–1                   | Nina Bratčikovová Anna Tatišviliová      | Chanelle Scheepersová Alexandra Cadanțuová  | Danka Kovinićová Annika Becková Tímea Babosová Šachar Pe'erová                           |
| 8. července  | XXVI Internazionali WTA di Sicilia Palermo, Itálie WTA International 235 000 $ – antuka – 32D/32Q/16Č | Roberta Vinciová 6–3, 3–6, 6–3                              | Sara Erraniová                           | Klára Zakopalová Estrella Cabeza Candelaová | Sílvia Solerová Espinosová Dinah Pfizenmaierová Renata Voráčová Lourdes Domínguez Linová |
| 8. července  | XXVI Internazionali WTA di Sicilia Palermo, Itálie WTA International 235 000 $ – antuka – 32D/32Q/16Č | Kristina Mladenovicová Katarzyna Piterová 6–1, 5–7, [10–8]  | Karolína Plíšková Kristýna Plíšková      | Klára Zakopalová Estrella Cabeza Candelaová | Sílvia Solerová Espinosová Dinah Pfizenmaierová Renata Voráčová Lourdes Domínguez Linová |
| 15. července | NÜRNBERGER Gastein Ladies Bad Gastein, Rakousko WTA International 235 000 $ – antuka – 32D/32Q/16Č    | Yvonne Meusburgerová 7–5, 6–2                               | Andrea Hlaváčková                        | Elina Svitolinová Karin Knappová            | Lisa-Maria Moserová Patricia Mayrová-Achleitnerová Arantxa Rusová Annika Becková         |
| 15. července | NÜRNBERGER Gastein Ladies Bad Gastein, Rakousko WTA International 235 000 $ – antuka – 32D/32Q/16Č    | Sandra Klemenschitsová Andreja Klepačová 6–1, 6–4           | Kristina Barroisová Eleni Daniilidou     | Elina Svitolinová Karin Knappová            | Lisa-Maria Moserová Patricia Mayrová-Achleitnerová Arantxa Rusová Annika Becková         |
| 15. července | Collector Swedish Open Båstad, Švédsko WTA International 235 000 $ – antuka – 32D/32Q/16Č             | Serena Williamsová 6–4, 6–1                                 | Johanna Larssonová                       | Klára Zakopalová Flavia Pennettaová         | Lourdes Domínguez Linová Richèl Hogenkampová Mathilde Johanssonová Virginie Razzanová    |
| 15. července | Collector Swedish Open Båstad, Švédsko WTA International 235 000 $ – antuka – 32D/32Q/16Č             | Anabel Medina Garriguesová Klára Zakopalová 6–1, 6–4        | Alexandra Dulgheruová Flavia Pennettaová | Klára Zakopalová Flavia Pennettaová         | Lourdes Domínguez Linová Richèl Hogenkampová Mathilde Johanssonová Virginie Razzanová    |
| 22. července | Bank of the West Classic Stanford, Spojené státy WTA Premier 794 000 $ – tvrdý – 28D/32Q/16Č          | Dominika Cibulková 3–6, 6–4, 6–4                            | Agnieszka Radwańská                      | Jamie Hamptonová Sorana Cîrsteaová          | Varvara Lepčenková Věra Duševinová Urszula Radwańská Olga Govorcovová                    |
| 22. července | Bank of the West Classic Stanford, Spojené státy WTA Premier 794 000 $ – tvrdý – 28D/32Q/16Č          | Raquel Kopsová-Jonesová Abigail Spearsová 6–2, 7–6(7-4)     | Julia Görgesová Darija Juraková          | Jamie Hamptonová Sorana Cîrsteaová          | Varvara Lepčenková Věra Duševinová Urszula Radwańská Olga Govorcovová                    |
| 22. července | Baku Cup Baku, Ázerbájdžán WTA International 235 000 $ – tvrdý – 32D/32Q/16Č                          | Elina Svitolinová 6–4, 6–4                                  | Šachar Pe'erová                          | Magda Linetteová Alexandra Cadanțuová       | Ons Džabúrová Tadeja Majeričová Galina Voskobojevová Donna Vekićová                      |
| 22. července | Baku Cup Baku, Ázerbájdžán WTA International 235 000 $ – tvrdý – 32D/32Q/16Č                          | Iryna Burjačoková Oxana Kalašnikovová 4–6, 7–6(7–3), [10–4] | Eleni Daniilidou Aleksandra Krunićová    | Magda Linetteová Alexandra Cadanțuová       | Ons Džabúrová Tadeja Majeričová Galina Voskobojevová Donna Vekićová                      |
| 29. července | Southern California Open Carlsbad, Spojené státy WTA Premier 794 000 $ – tvrdý – 28D/32Q/16Č          | Samantha Stosurová 6–2, 6-3                                 | Viktoria Azarenková                      | Ana Ivanovićová Virginie Razzanová          | Urszula Radwańská Roberta Vinciová Petra Kvitová Agnieszka Radwańská                     |
| 29. července | Southern California Open Carlsbad, Spojené státy WTA Premier 794 000 $ – tvrdý – 28D/32Q/16Č          | Raquel Kopsová-Jonesová Abigail Spearsová 6–4, 6–1          | Čan Chao-čching Janette Husárová         | Ana Ivanovićová Virginie Razzanová          | Urszula Radwańská Roberta Vinciová Petra Kvitová Agnieszka Radwańská                     |
| 29. července | Citi Open Washington, D.C., Spojené státy WTA International 235 000 $ – tvrdý – 32D/32Q/16Č           | Magdaléna Rybáriková 6-4, 7–6(7–2)                          | Andrea Petkovicová                       | Jekatěrina Makarovová Alizé Cornetová       | Angelique Kerberová Monica Niculescuová Sorana Cîrsteaová Paula Ormaecheaová             |
| 29. července | Citi Open Washington, D.C., Spojené státy WTA International 235 000 $ – tvrdý – 32D/32Q/16Č           | Šúko Aojamová Věra Duševinová 6–3, 6–3                      | Eugenie Bouchardová Taylor Townsendová   | Jekatěrina Makarovová Alizé Cornetová       | Angelique Kerberová Monica Niculescuová Sorana Cîrsteaová Paula Ormaecheaová             |

### Srpen
| Týden od          | Turnaj                                                                                            | Vítězky                                                   | Finalistky                                       | Semifinalistky                      | Čtvrtfinalistky                                                                      |
| ----------------- | ------------------------------------------------------------------------------------------------- | --------------------------------------------------------- | ------------------------------------------------ | ----------------------------------- | ------------------------------------------------------------------------------------ |
| 5. srpna          | Rogers Cup p/b National Bank Toronto, Kanada WTA Premier 5 2 216 000 $ – tvrdý – 56D/64Q/28Č      | Serena Williamsová 6–2, 6–0                               | Sorana Cîrsteaová                                | Agnieszka Radwańská Li Na           | Magdaléna Rybáriková Sara Erraniová Dominika Cibulková Petra Kvitová                 |
| 5. srpna          | Rogers Cup p/b National Bank Toronto, Kanada WTA Premier 5 2 216 000 $ – tvrdý – 56D/64Q/28Č      | Jelena Jankovićová Katarina Srebotniková 5–7, 6–2, [10–6] | Anna-Lena Grönefeldová Květa Peschkeová          | Agnieszka Radwańská Li Na           | Magdaléna Rybáriková Sara Erraniová Dominika Cibulková Petra Kvitová                 |
| 12. srpna         | Western & Southern Open Cincinnati, Spojené státy WTA Premier 5 2 216 000 $ – tvrdý – 55D/64Q/28Č | Viktoria Azarenková 2–6, 6–2, 7–6(8–6)                    | Serena Williamsová                               | Li Na Jelena Jankovićová            | Simona Halepová Agnieszka Radwańská Roberta Vinciová Caroline Wozniacká              |
| 12. srpna         | Western & Southern Open Cincinnati, Spojené státy WTA Premier 5 2 216 000 $ – tvrdý – 55D/64Q/28Č | Sie Šu-wej Pcheng Šuaj 2–6, 6–3, [12–10]                  | Anna-Lena Grönefeldová Květa Peschkeová          | Li Na Jelena Jankovićová            | Simona Halepová Agnieszka Radwańská Roberta Vinciová Caroline Wozniacká              |
| 19. srpna         | New Haven Open at Yale New Haven, Spojené státy WTA Premier 681 000 $ – tvrdý – 28D/32Q/16Č       | Simona Halepová 6–2, 6–2                                  | Petra Kvitová                                    | Caroline Wozniacká Klára Zakopalová | Jekatěrina Makarovová Sloane Stephensová Anastasija Pavljučenkovová Jelena Vesninová |
| 19. srpna         | New Haven Open at Yale New Haven, Spojené státy WTA Premier 681 000 $ – tvrdý – 28D/32Q/16Č       | Sania Mirzaová Čeng Ťie 6–3, 6–4                          | Anabel Medina Garriguesová Katarina Srebotniková | Caroline Wozniacká Klára Zakopalová | Jekatěrina Makarovová Sloane Stephensová Anastasija Pavljučenkovová Jelena Vesninová |
| 26. srpna 9. září | US Open New York, Spojené státy Grand Slam 16 102 000 $ – tvrdý 128D/128Q/64Č/32X                 | Serena Williamsová 7–5, 6–7(6–8), 6–1                     | Viktoria Azarenková                              | Li Na Flavia Pennettaová            | Carla Suárezová Navarrová Jekatěrina Makarovová Roberta Vinciová Daniela Hantuchová  |
| 26. srpna 9. září | US Open New York, Spojené státy Grand Slam 16 102 000 $ – tvrdý 128D/128Q/64Č/32X                 | Andrea Hlaváčková Lucie Hradecká 6–7(4–7), 6–1, 6–4       | Ashleigh Bartyová Casey Dellacquová              | Li Na Flavia Pennettaová            | Carla Suárezová Navarrová Jekatěrina Makarovová Roberta Vinciová Daniela Hantuchová  |
| 26. srpna 9. září | US Open New York, Spojené státy Grand Slam 16 102 000 $ – tvrdý 128D/128Q/64Č/32X                 | Andrea Hlaváčková Max Mirnyj 7–6(7–5), 6–3                | Abigail Spearsová Santiago González              | Li Na Flavia Pennettaová            | Carla Suárezová Navarrová Jekatěrina Makarovová Roberta Vinciová Daniela Hantuchová  |

### Září
| Týden od | Turnaj                                                                                           | Vítězky                                           | Finalistky                                   | Semifinalistky                              | Čtvrtfinalistky                                                                     |
| -------- | ------------------------------------------------------------------------------------------------ | ------------------------------------------------- | -------------------------------------------- | ------------------------------------------- | ----------------------------------------------------------------------------------- |
| 9. září  | Tashkent Open Taškent, Uzbekistán WTA International 235 000 $ – tvrdý 32D/32Q/16Č                | Bojana Jovanovská 4–6, 7–5, 7–6(7–3)              | Olga Govorcovová                             | María Teresa Torró Florová Mandy Minellaová | Galina Voskobojevová Yvonne Meusburgerová Alexandra Cadanțuová Nastassja Burnettová |
| 9. září  | Tashkent Open Taškent, Uzbekistán WTA International 235 000 $ – tvrdý 32D/32Q/16Č                | Tímea Babosová Jaroslava Švedovová 6–3, 6–3       | Olga Govorcovová Mandy Minellaová            | María Teresa Torró Florová Mandy Minellaová | Galina Voskobojevová Yvonne Meusburgerová Alexandra Cadanțuová Nastassja Burnettová |
| 9. září  | Challenge Bell Québec, Kanada WTA International 235 000 $ – tvrdý 32D/32Q/16Č                    | Lucie Šafářová 6–4, 6–3                           | Marina Erakovicová                           | Christina McHaleová Eugenie Bouchardová     | Polona Hercogová Ajla Tomljanovićová Lauren Davisová Kristina Mladenovicová         |
| 9. září  | Challenge Bell Québec, Kanada WTA International 235 000 $ – tvrdý 32D/32Q/16Č                    | Alla Kudrjavcevová Anastasia Rodionovová 6–4, 6–3 | Andrea Hlaváčková Lucie Hradecká             | Christina McHaleová Eugenie Bouchardová     | Polona Hercogová Ajla Tomljanovićová Lauren Davisová Kristina Mladenovicová         |
| 16. září | KDB Korea Open Soul, Jižní Korea WTA International 500 000 $ – tvrdý 32D/32Q/16Č                 | Agnieszka Radwańská 6–7(6–8), 6–3, 6–4            | Anastasija Pavljučenkovová                   | Lara Arruabarrenová Francesca Schiavoneová  | Věra Duševinová Jang Su-jeong Irina-Camelia Beguová Kimiko Date Krummová            |
| 16. září | KDB Korea Open Soul, Jižní Korea WTA International 500 000 $ – tvrdý 32D/32Q/16Č                 | Čan Ťin-wej Sü I-fan 7–5, 6–3                     | Raquel Kopsová-Jonesová Abigail Spearsová    | Lara Arruabarrenová Francesca Schiavoneová  | Věra Duševinová Jang Su-jeong Irina-Camelia Beguová Kimiko Date Krummová            |
| 16. září | Guangzhou International Women's Open Kanton, ČLR WTA International 500 000 $ – tvrdý 32D/32Q/16Č | Čang Šuaj 7–6(7–1), 6–1                           | Vania Kingová                                | Čeng Ťie Yvonne Meusburgerová               | Mónica Puigová Laura Robsonová Johanna Kontaová Alizé Cornetová                     |
| 16. září | Guangzhou International Women's Open Kanton, ČLR WTA International 500 000 $ – tvrdý 32D/32Q/16Č | Sie Šu-wej Pcheng Šuaj 6–3, 4–6, [12–10]          | Vania Kingová Galina Voskobojevová           | Čeng Ťie Yvonne Meusburgerová               | Mónica Puigová Laura Robsonová Johanna Kontaová Alizé Cornetová                     |
| 23. září | Toray Pan Pacific Open Tokio, Japonsko WTA Premier 5 2 216 000 $ – tvrdý 56D/32Q/16Č             | Petra Kvitová 6–2, 0–6, 6–3                       | Angelique Kerberová                          | Venus Williamsová Caroline Wozniacká        | Eugenie Bouchardová Světlana Kuzněcovová Lucie Šafářová Agnieszka Radwańská         |
| 23. září | Toray Pan Pacific Open Tokio, Japonsko WTA Premier 5 2 216 000 $ – tvrdý 56D/32Q/16Č             | Cara Blacková Sania Mirzaová 4–6, 6–0, [11–9]     | Čan Chao-čching Liezel Huberová              | Venus Williamsová Caroline Wozniacká        | Eugenie Bouchardová Světlana Kuzněcovová Lucie Šafářová Agnieszka Radwańská         |
| 30. září | China Open Peking, ČLR WTA Premier Mandatory 5 185 625 $ – tvrdý 60D/32Q/28Č                     | Serena Williamsová 6–2, 6–2                       | Jelena Jankovićová                           | Agnieszka Radwańská Petra Kvitová           | Caroline Wozniacká Angelique Kerberová Li Na Lucie Šafářová                         |
| 30. září | China Open Peking, ČLR WTA Premier Mandatory 5 185 625 $ – tvrdý 60D/32Q/28Č                     | Cara Blacková Sania Mirzaová 6–2, 6–2             | Věra Duševinová Arantxa Parraová Santonjaová | Agnieszka Radwańská Petra Kvitová           | Caroline Wozniacká Angelique Kerberová Li Na Lucie Šafářová                         |

### Říjen
| Týden od  | Turnaj | Vítězky                                                  | Finalistky                               | Semifinalistky                                  | Čtvrtfinalistky                                                                                           |
| --------- | --- | -------------------------------------------------------- | ---------------------------------------- | ----------------------------------------------- | --- |
| 7. října  | Generali Ladies Linz Linec, Rakousko WTA International 235 000 $ – tvrdý (h) 32D/32Q/16Č                          | Angelique Kerberová 6–4, 7–6(8–6)                        | Ana Ivanovićová                          | Stefanie Vögeleová Carla Suárezová Navarrová    | Sloane Stephensová Dominika Cibulková Kirsten Flipkensová Patricia Mayrová-Achleitnerová                  |
| 7. října  | Generali Ladies Linz Linec, Rakousko WTA International 235 000 $ – tvrdý (h) 32D/32Q/16Č                          | Karolína Plíšková Kristýna Plíšková 7–6(8–6), 6–4        | Gabriela Dabrowská Alicja Rosolská       | Stefanie Vögeleová Carla Suárezová Navarrová    | Sloane Stephensová Dominika Cibulková Kirsten Flipkensová Patricia Mayrová-Achleitnerová                  |
| 7. října  | HP Japan Women's Open Tennis Ósaka, Japonsko WTA International 235 000 $ – tvrdý 32D/32Q/16Č                      | Samantha Stosurová 3–6, 7–5, 6–2                         | Eugenie Bouchardová                      | Madison Keysová Kurumi Narová                   | Čeng Ťie Misaki Doiová Barbora Záhlavová-Strýcová Polona Hercogová                                        |
| 7. října  | HP Japan Women's Open Tennis Ósaka, Japonsko WTA International 235 000 $ – tvrdý 32D/32Q/16Č                      | Kristina Mladenovicová Flavia Pennettaová 6–4, 6–3       | Samantha Stosurová Čang Šuaj             | Madison Keysová Kurumi Narová                   | Čeng Ťie Misaki Doiová Barbora Záhlavová-Strýcová Polona Hercogová                                        |
| 14. října | Kremlin Cup Moskva, Rusko WTA Premier 794 000 $ – tvrdý (h) 28D/32Q/16Č                                           | Simona Halepová 7–6(7–1), 6–2                            | Samantha Stosurová                       | Anastasija Pavljučenkovová Světlana Kuzněcovová | Daniela Hantuchová Alisa Klejbanovová Ana Ivanovićová Roberta Vinciová                                    |
| 14. října | Kremlin Cup Moskva, Rusko WTA Premier 794 000 $ – tvrdý (h) 28D/32Q/16Č                                           | Světlana Kuzněcovová Samantha Stosurová 6–1, 1–6, [10–8] | Alla Kudrjavcevová Anastasia Rodionovová | Anastasija Pavljučenkovová Světlana Kuzněcovová | Daniela Hantuchová Alisa Klejbanovová Ana Ivanovićová Roberta Vinciová                                    |
| 14. října | BGL Luxembourg Open Lucemburk, Lucembursko WTA International 235 000 $ – tvrdý (h) 32D/32Q/16Č                    | Caroline Wozniacká 6–2, 6–2                              | Annika Becková                           | Sabine Lisická Stefanie Vögeleová               | Bojana Jovanovská Karin Knappová Katarzyna Piterová Sloane Stephensová                                    |
| 14. října | BGL Luxembourg Open Lucemburk, Lucembursko WTA International 235 000 $ – tvrdý (h) 32D/32Q/16Č                    | Stephanie Vogtová Yanina Wickmayerová 7–6(7–2), 6–4      | Kristina Barroisová Laura Thorpeová      | Sabine Lisická Stefanie Vögeleová               | Bojana Jovanovská Karin Knappová Katarzyna Piterová Sloane Stephensová                                    |
| 21. října | WTA Tour Championships Istanbul, Turecko Závěrečný turnaj sezóny WTA Premier 6 000 000 $ – tvrdý (h) – 8D (ZS)/4Č | Serena Williamsová 2–6, 6–3, 6–0                         | Li Na                                    | Jelena Jankovićová Petra Kvitová                | Základní skupina Agnieszka Radwańská Angelique Kerberová Viktoria Azarenková Sara Erraniová               |
| 21. října | WTA Tour Championships Istanbul, Turecko Závěrečný turnaj sezóny WTA Premier 6 000 000 $ – tvrdý (h) – 8D (ZS)/4Č | Sie Šu-wej Pcheng Šuaj 6–4, 7–5                          | Jekatěrina Makarovová Jelena Vesninová   | Jelena Jankovićová Petra Kvitová                | Základní skupina Agnieszka Radwańská Angelique Kerberová Viktoria Azarenková Sara Erraniová               |
| 28. října | WTA Tournament of Champions Sofie, Bulharsko Závěrečný turnaj sezóny WTA International 750 000 $ – tvrdý (h) – 8D | Simona Halepová 2–6, 6–2, 6–2                            | Samantha Stosurová                       | Ana Ivanovićová Anastasia Pavljučenkova         | Základní skupina Elina Svitolinová Alizé Cornetová Jelena Vesninová Cvetana Pironkovová Maria Kirilenková |
| 28. října | Fed Cup, finále Cagliari, Itálie – antuka                                                                         | Itálie 4–0                                               | Rusko                                    |                                                 | |

## Statistiky

### Tituly podle tenistek
|    |                                  | Grand Slam | Grand Slam | Grand Slam | Závěrečné | Závěrečné | Mandatory | Mandatory | Premier 5 | Premier 5 | Premier | Premier | International | International | Celkem | Celkem | Celkem |
| T  | Tenistka                         | D          | Č          | X          | D         | Č         | D         | Č         | D         | Č         | D       | Č       | D             | Č             | D      | Č      | X      |
| -- | -------------------------------- | ---------- | ---------- | ---------- | --------- | --------- | --------- | --------- | --------- | --------- | ------- | ------- | ------------- | ------------- | ------ | ------ | ------ |
| 11 | Serena Williamsová (USA)         | ●          |            |            | ●         |           | ●         |           | ●         |           | ●       |         | ●             |               | 11     | 0      | 0      |
| 6  | Simona Halepová (ROU)            |            |            |            | ●         |           |           |           |           |           | ●       |         | ●             |               | 6      | 0      | 0      |
| 6  | Kristina Mladenovicová (FRA)     |            |            | ●          |           |           |           |           |           |           |         | ●       |               | ●             | 0      | 5      | 1      |
| 5  | Pcheng Šuaj (CHN)                |            | ●          |            |           | ●         |           |           |           | ●         |         |         |               | ●             | 0      | 5      | 0      |
| 5  | Sie Su-wej (TPE)                 |            | ●          |            |           | ●         |           |           |           | ●         |         |         |               | ●             | 0      | 5      | 0      |
| 5  | Roberta Vinciová (ITA)           |            | ●          |            |           |           |           |           |           | ●         |         | ●       | ●             |               | 2      | 3      | 0      |
| 5  | Sania Mirzaová (IND)             |            |            |            |           |           |           | ●         |           | ●         |         | ●       |               |               | 0      | 5      | 0      |
| 4  | Jelena Vesninová (RUS)           |            | ●          |            |           |           |           | ●         |           |           | ●       |         | ●             |               | 2      | 2      | 0      |
| 4  | Sara Erraniová (ITA)             |            | ●          |            |           |           |           |           |           | ●         |         | ●       | ●             |               | 1      | 3      | 0      |
| 4  | Katarina Srebotniková (SLO)      |            |            |            |           |           |           | ●         |           | ●         |         | ●       |               |               | 0      | 4      | 0      |
| 4  | Tímea Babosová (HUN)             |            |            |            |           |           |           |           |           |           |         |         |               | ●             | 0      | 4      | 0      |
| 3  | Viktoria Azarenková (BLR)        | ●          |            |            |           |           |           |           | ●         |           |         |         |               |               | 3      | 0      | 0      |
| 3  | Andrea Hlaváčková (CZE)          |            | ●          | ●          |           |           |           |           |           |           |         |         |               | ●             | 0      | 2      | 1      |
| 3  | Lucie Hradecká (CZE)             |            | ●          | ●          |           |           |           |           |           |           |         |         |               | ●             | 0      | 2      | 1      |
| 3  | Cara Blacková (ZIM)              |            |            |            |           |           |           | ●         |           | ●         |         |         |               | ●             | 0      | 3      | 0      |
| 3  | Naděžda Petrovová (RUS)          |            |            |            |           |           |           | ●         |           |           |         | ●       |               |               | 0      | 3      | 0      |
| 3  | Lucie Šafářová (CZE)             |            |            |            |           |           |           | ●         |           |           |         | ●       | ●             |               | 1      | 2      | 0      |
| 3  | Anastasija Pavljučenkovová (RUS) |            |            |            |           |           |           | ●         |           |           |         |         | ●             |               | 2      | 1      | 0      |
| 3  | Samantha Stosurová (AUS)         |            |            |            |           |           |           |           |           |           | ●       | ●       | ●             |               | 2      | 1      | 0      |
| 3  | Agnieszka Radwańská (POL)        |            |            |            |           |           |           |           |           |           | ●       |         | ●             |               | 3      | 0      | 0      |
| 3  | Kimiko Date-Krummová (JPN)       |            |            |            |           |           |           |           |           |           |         |         |               | ●             | 0      | 3      | 0      |
| 3  | Anabel Medina Garriguesová (ESP) |            |            |            |           |           |           |           |           |           |         |         |               | ●             | 0      | 3      | 0      |
| 2  | Jekatěrina Makarovová (RUS)      |            | ●          |            |           |           |           | ●         |           |           |         |         |               |               | 0      | 2      | 0      |
| 2  | Maria Šarapovová (RUS)           |            |            |            |           |           | ●         |           |           |           | ●       |         |               |               | 2      | 0      | 0      |
| 2  | Petra Kvitová (CZE)              |            |            |            |           |           |           |           | ●         |           | ●       |         |               |               | 2      | 0      | 0      |
| 2  | Jelena Jankovićová (SRB)         |            |            |            |           |           |           |           |           | ●         |         |         | ●             |               | 1      | 1      | 0      |
| 2  | Mona Barthelová (GER)            |            |            |            |           |           |           |           |           |           | ●       | ●       |               |               | 1      | 1      | 0      |
| 2  | Raquel Kops-Jonesová (USA)       |            |            |            |           |           |           |           |           |           |         | ●       |               |               | 0      | 2      | 0      |
| 2  | Bethanie Mattek-Sandsová (USA)   |            |            |            |           |           |           |           |           |           |         | ●       |               |               | 0      | 2      | 0      |
| 2  | Abigail Spearsová (USA)          |            |            |            |           |           |           |           |           |           |         | ●       |               |               | 0      | 2      | 0      |
| 2  | Karolína Plíšková (CZE)          |            |            |            |           |           |           |           |           |           |         |         | ●             | ●             | 1      | 1      | 0      |
| 2  | Šúko Aojamová (JPN)              |            |            |            |           |           |           |           |           |           |         |         |               | ●             | 0      | 2      | 0      |
| 2  | Čan Chao-čching (TPE)            |            |            |            |           |           |           |           |           |           |         |         |               | ●             | 0      | 2      | 0      |
| 2  | Casey Dellacquová (AUS)          |            |            |            |           |           |           |           |           |           |         |         |               | ●             | 0      | 2      | 0      |
| 2  | Lourdes Domínguez Linová (ESP)   |            |            |            |           |           |           |           |           |           |         |         |               | ●             | 0      | 2      | 0      |
| 2  | Mandy Minellaová (LUX)           |            |            |            |           |           |           |           |           |           |         |         |               | ●             | 0      | 2      | 0      |
| 2  | Anastasia Rodionovová (AUS)      |            |            |            |           |           |           |           |           |           |         |         |               | ●             | 0      | 2      | 0      |
| 2  | Jaroslava Švedovová (KAZ)        |            |            |            |           |           |           |           |           |           |         |         |               | ●             | 0      | 2      | 0      |
| 1  | Marion Bartoliová (FRA)          | ●          |            |            |           |           |           |           |           |           |         |         |               |               | 1      | 0      | 0      |
| 1  | Jarmila Gajdošová (AUS)          |            |            | ●          |           |           |           |           |           |           |         |         |               |               | 0      | 0      | 1      |
| 1  | Dominika Cibulková (SVK)         |            |            |            |           |           |           |           |           |           | ●       |         |               |               | 1      | 0      | 0      |
| 1  | Kaia Kanepiová (EST)             |            |            |            |           |           |           |           |           |           | ●       |         |               |               | 1      | 0      | 0      |
| 1  | Anna-Lena Grönefeldová (GER)     |            |            |            |           |           |           |           |           |           |         | ●       |               |               | 0      | 1      | 0      |
| 1  | Čeng Ťie (CHN)                   |            |            |            |           |           |           |           |           |           |         | ●       |               |               | 0      | 1      | 0      |
| 1  | Světlana Kuzněcovová (RUS)       |            |            |            |           |           |           |           |           |           |         | ●       |               |               | 0      | 1      | 0      |
| 1  | Sabine Lisická (GER)             |            |            |            |           |           |           |           |           |           |         | ●       |               |               | 0      | 1      | 0      |
| 1  | Květa Peschkeová (CZE)           |            |            |            |           |           |           |           |           |           |         | ●       |               |               | 0      | 1      | 0      |
| 1  | Alizé Cornetová (FRA)            |            |            |            |           |           |           |           |           |           |         |         | ●             |               | 1      | 0      | 0      |
| 1  | Marina Erakovicová (NZL)         |            |            |            |           |           |           |           |           |           |         |         | ●             |               | 1      | 0      | 0      |
| 1  | Daniela Hantuchová (SVK)         |            |            |            |           |           |           |           |           |           |         |         | ●             |               | 1      | 0      | 0      |
| 1  | Bojana Jovanovská (SRB)          |            |            |            |           |           |           |           |           |           |         |         | ●             |               | 1      | 0      | 0      |
| 1  | Angelique Kerberová (GER)        |            |            |            |           |           |           |           |           |           |         |         | ●             |               | 1      | 0      | 0      |
| 1  | Maria Kirilenková (RUS)          |            |            |            |           |           |           |           |           |           |         |         | ●             |               | 1      | 0      | 0      |
| 1  | Yvonne Meusburgerová (AUT)       |            |            |            |           |           |           |           |           |           |         |         | ●             |               | 1      | 0      | 0      |
| 1  | Li Na (CHN)                      |            |            |            |           |           |           |           |           |           |         |         | ●             |               | 1      | 0      | 0      |
| 1  | Monica Niculescuová (ROU)        |            |            |            |           |           |           |           |           |           |         |         | ●             |               | 1      | 0      | 0      |
| 1  | Magdaléna Rybáriková (SVK)       |            |            |            |           |           |           |           |           |           |         |         | ●             |               | 1      | 0      | 0      |
| 1  | Francesca Schiavoneová (ITA)     |            |            |            |           |           |           |           |           |           |         |         | ●             |               | 1      | 0      | 0      |
| 1  | Elina Svitolinová (UKR)          |            |            |            |           |           |           |           |           |           |         |         | ●             |               | 1      | 0      | 0      |
| 1  | Caroline Wozniacká (DEN)         |            |            |            |           |           |           |           |           |           |         |         | ●             |               | 1      | 0      | 0      |
| 1  | Čang Šuaj (CHN)                  |            |            |            |           |           |           |           |           |           |         |         | ●             |               | 1      | 0      | 0      |
| 1  | Lara Arruabarrenová (ESP)        |            |            |            |           |           |           |           |           |           |         |         |               | ●             | 0      | 1      | 0      |
| 1  | Ashleigh Bartyová (AUS)          |            |            |            |           |           |           |           |           |           |         |         |               | ●             | 0      | 1      | 0      |
| 1  | Irina-Camelia Beguová (ROU)      |            |            |            |           |           |           |           |           |           |         |         |               | ●             | 0      | 1      | 0      |
| 1  | Iryna Burjačoková (UKR)          |            |            |            |           |           |           |           |           |           |         |         |               | ●             | 0      | 1      | 0      |
| 1  | Čan Ťin-wej (TPE)                |            |            |            |           |           |           |           |           |           |         |         |               | ●             | 0      | 1      | 0      |
| 1  | Čan Jung-žan (TPE)               |            |            |            |           |           |           |           |           |           |         |         |               | ●             | 0      | 1      | 0      |
| 1  | Čang Kchaj-čen (TPE)             |            |            |            |           |           |           |           |           |           |         |         |               | ●             | 0      | 1      | 0      |
| 1  | Věra Duševinová (RUS)            |            |            |            |           |           |           |           |           |           |         |         |               | ●             | 0      | 1      | 0      |
| 1  | Oxana Kalašnikovová (GEO)        |            |            |            |           |           |           |           |           |           |         |         |               | ●             | 0      | 1      | 0      |
| 1  | Sandra Klemenschitsová (AUT)     |            |            |            |           |           |           |           |           |           |         |         |               | ●             | 0      | 1      | 0      |
| 1  | Andreja Klepačová (SLO)          |            |            |            |           |           |           |           |           |           |         |         |               | ●             | 0      | 1      | 0      |
| 1  | Alla Kudrjavcevová (RUS)         |            |            |            |           |           |           |           |           |           |         |         |               | ●             | 0      | 1      | 0      |
| 1  | Garbiñe Muguruzaová (ESP)        |            |            |            |           |           |           |           |           |           |         |         |               | ●             | 0      | 1      | 0      |
| 1  | Ioana Raluca Olaruová (ROU)      |            |            |            |           |           |           |           |           |           |         |         |               | ●             | 0      | 1      | 0      |
| 1  | Arantxa Parra Santonjová (ESP)   |            |            |            |           |           |           |           |           |           |         |         |               | ●             | 0      | 1      | 0      |
| 1  | Flavia Pennettaová (ITA)         |            |            |            |           |           |           |           |           |           |         |         |               | ●             | 0      | 1      | 0      |
| 1  | Katarzyna Piterová (POL)         |            |            |            |           |           |           |           |           |           |         |         |               | ●             | 0      | 1      | 0      |
| 1  | Kristýna Plíšková (CZE)          |            |            |            |           |           |           |           |           |           |         |         |               | ●             | 0      | 1      | 0      |
| 1  | Chanelle Scheepersová (RSA)      |            |            |            |           |           |           |           |           |           |         |         |               | ●             | 0      | 1      | 0      |
| 1  | Valerija Solovjovová (RUS)       |            |            |            |           |           |           |           |           |           |         |         |               | ●             | 0      | 1      | 0      |
| 1  | María Teresa Torró Florová (ESP) |            |            |            |           |           |           |           |           |           |         |         |               | ●             | 0      | 1      | 0      |
| 1  | Stephanie Vogtová (LIE)          |            |            |            |           |           |           |           |           |           |         |         |               | ●             | 0      | 1      | 0      |
| 1  | Galina Voskobojevová (KAZ)       |            |            |            |           |           |           |           |           |           |         |         |               | ●             | 0      | 1      | 0      |
| 1  | Yanina Wickmayerová (BEL)        |            |            |            |           |           |           |           |           |           |         |         |               | ●             | 0      | 1      | 0      |
| 1  | Sü I-fan (CHN)                   |            |            |            |           |           |           |           |           |           |         |         |               | ●             | 0      | 1      | 0      |
| 1  | Klára Zakopalová (CZE)           |            |            |            |           |           |           |           |           |           |         |         |               | ●             | 0      | 1      | 0      |

### Tituly podle státu
|    |                        | Grand Slam | Grand Slam | Grand Slam | Závěrečné | Závěrečné | Mandatory | Mandatory | Premier 5 | Premier 5 | Premier | Premier | International | International | Celkem | Celkem | Celkem |
| T  | Stát                   | D          | Č          | X          | D         | Č         | D         | Č         | D         | Č         | D       | Č       | D             | Č             | D      | Č      | X      |
| -- | ---------------------- | ---------- | ---------- | ---------- | --------- | --------- | --------- | --------- | --------- | --------- | ------- | ------- | ------------- | ------------- | ------ | ------ | ------ |
| 17 | Rusko                  |            | 1          |            |           |           | 1         | 3         |           |           | 2       | 3       | 4             | 3             | 7      | 10     | 0      |
| 15 | Spojené státy americké | 2          |            |            | 1         |           | 3         |           | 2         |           | 2       | 4       | 1             |               | 11     | 4      | 0      |
| 13 | Česko                  |            | 1          | 2          |           |           |           | 1         | 1         |           | 1       | 2       | 2             | 3             | 4      | 7      | 2      |
| 9  | Rumunsko               |            |            |            | 1         |           |           |           |           |           | 2       |         | 4             | 2             | 7      | 2      | 0      |
| 9  | Čína                   |            | 1          |            |           | 1         |           |           |           | 2         |         | 1       | 2             | 2             | 2      | 7      | 0      |
| 9  | Čínská Tchaj-pej       |            | 1          |            |           | 1         |           |           |           | 2         |         |         |               | 5             | 0      | 9      | 0      |
| 8  | Francie                | 1          |            | 1          |           |           |           |           |           |           |         | 1       | 1             | 4             | 2      | 5      | 1      |
| 8  | Itálie                 |            | 1          |            |           |           |           |           |           | 1         |         | 1       | 4             | 1             | 4      | 4      | 0      |
| 8  | Austrálie              |            |            | 1          |           |           |           |           |           |           | 1       | 1       | 1             | 4             | 2      | 5      | 1      |
| 6  | Španělsko              |            |            |            |           |           |           |           |           |           |         |         |               | 6             | 0      | 6      | 0      |
| 5  | Indie                  |            |            |            |           |           |           | 1         |           | 1         |         | 3       |               |               | 0      | 5      | 0      |
| 5  | Slovinsko              |            |            |            |           |           |           | 1         |           | 1         |         | 2       |               | 1             | 0      | 5      | 0      |
| 5  | Japonsko               |            |            |            |           |           |           |           |           |           |         |         |               | 5             | 0      | 5      | 0      |
| 4  | Německo                |            |            |            |           |           |           |           |           |           | 1       | 2       | 1             |               | 2      | 2      | 0      |
| 4  | Polsko                 |            |            |            |           |           |           |           |           |           | 1       |         | 2             | 1             | 3      | 1      | 0      |
| 4  | Maďarsko               |            |            |            |           |           |           |           |           |           |         |         |               | 4             | 0      | 4      | 0      |
| 3  | Zimbabwe               |            |            |            |           |           |           | 1         |           | 1         |         |         |               | 1             | 0      | 3      | 0      |
| 3  | Bělorusko              | 1          |            |            |           |           |           |           | 2         |           |         |         |               |               | 3      | 0      | 0      |
| 3  | Srbsko                 |            |            |            |           |           |           |           |           | 1         |         |         | 2             |               | 2      | 1      | 0      |
| 3  | Slovensko              |            |            |            |           |           |           |           |           |           | 1       |         | 2             |               | 3      | 0      | 0      |
| 3  | Kazachstán             |            |            |            |           |           |           |           |           |           |         |         |               | 3             | 0      | 3      | 0      |
| 2  | Rakousko               |            |            |            |           |           |           |           |           |           |         |         | 1             | 1             | 1      | 1      | 0      |
| 2  | Ukrajina               |            |            |            |           |           |           |           |           |           |         |         | 1             | 1             | 1      | 1      | 0      |
| 2  | Lucembursko            |            |            |            |           |           |           |           |           |           |         |         |               | 2             | 0      | 2      | 0      |
| 1  | Estonsko               |            |            |            |           |           |           |           |           |           | 1       |         |               |               | 1      | 0      | 0      |
| 1  | Nový Zéland            |            |            |            |           |           |           |           |           |           |         |         | 1             |               | 1      | 0      | 0      |
| 1  | Dánsko                 |            |            |            |           |           |           |           |           |           |         |         | 1             |               | 1      | 0      | 0      |
| 1  | Belgie                 |            |            |            |           |           |           |           |           |           |         |         |               | 1             | 0      | 1      | 0      |
| 1  | Gruzie                 |            |            |            |           |           |           |           |           |           |         |         |               | 1             | 0      | 1      | 0      |
| 1  | Lichtenštejnsko        |            |            |            |           |           |           |           |           |           |         |         |               | 1             | 0      | 1      | 0      |
| 1  | Jižní Afrika           |            |            |            |           |           |           |           |           |           |         |         |               | 1             | 0      | 1      | 0      |

### Premiérové tituly
Hráčky, které získaly první titul ve dvouhře, čtyřhře nebo smíšené čtyřhře:

#### Dvouhra
- Marina Erakovicová – Memphis (pavouk)
- Simona Halepová – Norimberk (pavouk)
- Yvonne Meusburgerová – Bad Gastein (pavouk)
- Monica Niculescuová – Florianópolis (pavouk)
- Elina Svitolinová – Baku (pavouk)
- Karolína Plíšková – Kuala Lumpur (pavouk)
- Jelena Vesninová – Hobart (pavouk)
- Čang Šuaj - Kanton (pavouk)

#### Čtyřhra
- Lara Arruabarrenová – Katovice (pavouk)
- Mona Barthelová – Stuttgart (pavouk)
- Ashleigh Bartyová – Birmingham (pavouk)
- Čan Ťin-wej – Soul (pavouk)
- Casey Dellacquová – Pattay (pavouk)
- Čan Chao-čching – Šen-čen (pavouk)
- Oxana Kalašnikovová – Baku (pavouk)
- Sandra Klemenschitsová – Bad Gastein (pavouk)
- Andreja Klepačová – Bad Gastein (pavouk)
- Mandy Minellaová – Bogotá (pavouk)
- Garbiñe Muguruzaová – Hobart (pavouk)
- Katarzyna Piterová – Palerm (pavouk)
- Karolína Plíšková – Linec (pavouk)
- Kristýna Plíšková – Linec (pavouk)
- María Teresa Torrová Florová – Hobart (pavouk)
- Stephanie Vogtová – Lucemburk (pavouk)
- Yanina Wickmayerová – Lucemburk (pavouk)
- Sü I-fan – Soul (pavouk)

#### Smíšená čtyřhra
- Jarmila Gajdošová – Australian Open (pavouk)
- Andrea Hlaváčková – US Open (pavouk)
- Lucie Hradecká – French Open (pavouk)
- Kristina Mladenovicová – Wimbledon (pavouk)

### Obhájené tituly
Hráčky, které obhájily titul:

#### Dvouhra
- Viktoria Azarenková – Australian Open (pavouk), Dauhá (pavouk)
- Sara Erraniová – Acapulco (pavouk)
- Magdaléna Rybáriková – Washington, D.C. (pavouk)
- Maria Šarapovová – Stuttgart (pavouk)
- Serena Williamsová – Charleston (pavouk), Madrid (pavouk), US Open (pavouk), Turnaj mistryň (pavouk)

#### Čtyřhra
- Šúko Aojamová – Washington (pavouk)
- Iryna Burjačoková – Baku (pavouk)
- Čang Kchaj-čen – Kuala Lumpur (pavouk)
- Raquel Kops-Jonesová – Carlsbad (pavouk)
- Naděžda Petrovová – Miami (pavouk)
- Lucie Šafářová – Charleston (pavouk)
- Abigail Spearsová – Carlsbad (pavouk)
- Katarina Srebotniková – Sydney (pavouk)

## Žebříček
Žebříček WTA Championships Race určil hráčky  které se kvalifikovaly na Turnaj mistryň. Žebříček WTA a jeho konečné pořadí na konci sezóny byl sestaven na základě bodového hodnocení tenistek za posledních 52 týdnů.

### Dvouhra
Tabulky uvádí 20 nejvýše postavených hráček na singlových žebříčcích WTA Championships Race a konečné klasifikaci WTA v sezóně 2013. 
| Žebříček WTA Race | Žebříček WTA Race                          | Žebříček WTA Race | Žebříček WTA Race | Žebříček WTA Race |
| Poř.              | tenistka (✓ – kvalifikována x – odhlášena) | body              | turnajů           |                   |
| ----------------- | ------------------------------------------ | ----------------- | ----------------- | ----------------- |
| 1.                | Serena Williamsová (USA) ✓                 | 12 040            | 16(14)            |                   |
| 2.                | Viktoria Azarenková (BLR) ✓                | 7 676             | 15(13)            |                   |
| 3.                | Maria Šarapovová (RUS) ✓ x                 | 5 891             | 13(11)            |                   |
| 4.                | Agnieszka Radwańská (POL) ✓                | 5 890             | 20                |                   |
| 5.                | Li Na (CHN) ✓                              | 5 120             | 17(14)            |                   |
| 6.                | Petra Kvitová (CZE) ✓                      | 4 370             | 22                |                   |
| 7.                | Sara Erraniová (ITA) ✓                     | 4 190             | 21                |                   |
| 8.                | Jelena Jankovićová (SRB) ✓                 | 3 860             | 19                |                   |
| 9                 | Angelique Kerberová (GER) ✓                | 3 715             | 21                |                   |
| 10.               | Caroline Wozniacká (DEN)                   | 3 300             | 22                |                   |
| 11.               | Sloane Stephensová (USA)                   | 3 185             | 20                |                   |
| 12.               | Marion Bartoliová (FRA)                    | 3 173             | 17(16)            |                   |
| 13.               | Roberta Vinciová (ITA)                     | 3 170             | 24                |                   |
| 14.               | Sabine Lisická (GER)                       | 2 830             | 18                |                   |
| 15.               | Simona Halepová (ROU)                      | 2 685             | 22                |                   |
| 16.               | Carla Suárezová Navarrová (ESP)            | 2 665             | 24                |                   |
| 17.               | Maria Kirilenková (RUS)                    | 2 640             | 17                |                   |
| 18.               | Ana Ivanovićová (SRB)                      | 2 476             | 19                |                   |
| 19.               | Kirsten Flipkensová (BEL)                  | 2 455             | 21(20)            |                   |
| 20.               | Sorana Cîrsteaová (ROU)                    | 2 170             | 25                |                   |

| Konečný žebříček WTA | Konečný žebříček WTA            | Konečný žebříček WTA | Konečný žebříček WTA | Konečný žebříček WTA | Konečný žebříček WTA | Konečný žebříček WTA | Konečný žebříček WTA |
| Poř.                 | hráčka                          | bodů                 | turnajů              | '13                  | max                  | min                  | '12→'13              |
| -------------------- | ------------------------------- | -------------------- | -------------------- | -------------------- | -------------------- | -------------------- | -------------------- |
| 1.                   | Serena Williamsová (USA)        | 13 260               | 17                   | 3.                   | 1.                   | 3.                   | ▲ 2                  |
| 2.                   | Viktoria Azarenková (BLR)       | 8 046                | 16                   | 1.                   | 1.                   | 3.                   | ▼ 1                  |
| 3.                   | Li Na (CHN)                     | 6 045                | 18                   | 7.                   | 3.                   | 6.                   | ▲ 4                  |
| 4.                   | Maria Šarapovová (RUS)          | 5 891                | 15                   | 2.                   | 2.                   | 4.                   | ▼ 2                  |
| 5.                   | Agnieszka Radwańská (POL)       | 5 875                | 21                   | 4.                   | 4.                   | 5.                   | ▼ 1                  |
| 6.                   | Petra Kvitová (CZE)             | 4 775                | 23                   | 8.                   | 6.                   | 11.                  | ▲ 2                  |
| 7.                   | Sara Erraniová (ITA)            | 4 435                | 22                   | 6.                   | 5.                   | 8.                   | ▼ 1                  |
| 8.                   | Jelena Jankovićová (SRB)        | 4 170                | 20                   | 22.                  | 8.                   | 26.                  | ▲ 14                 |
| 9.                   | Angelique Kerberová (GER)       | 3 965                | 23                   | 5.                   | 5.                   | 10.                  | ▼ 4                  |
| 10.                  | Caroline Wozniacká (DEN)        | 3 520                | 23                   | 10.                  | 8.                   | 11.                  | ▬                    |
| 11.                  | Simona Halepová (ROU)           | 3 335                | 24                   | 47.                  | 11.                  | 65.                  | ▲ 36                 |
| 12.                  | Sloane Stephensová (USA)        | 3 185                | 22                   | 38.                  | 11.                  | 38.                  | ▲ 26                 |
| 13.                  | Marion Bartoliová (FRA)         | 3 172                | 18                   | 11.                  | 7.                   | 15.                  | ▼ 2                  |
| 14.                  | Roberta Vinciová (ITA)          | 3 170                | 25                   | 16.                  | 11.                  | 17.                  | ▲ 2                  |
| 15.                  | Sabine Lisická (GER)            | 2 920                | 20                   | 37.                  | 14.                  | 52.                  | ▲ 22                 |
| 16.                  | Ana Ivanovićová (SRB)           | 2 850                | 22                   | 13.                  | 12.                  | 17.                  | ▼ 3                  |
| 17.                  | Carla Suárezová Navarrová (ESP) | 2 735                | 26                   | 34.                  | 14.                  | 34.                  | ▲ 17                 |
| 18.                  | Samantha Stosurová (AUS)        | 2 675                | 24                   | 9.                   | 9.                   | 20.                  | ▼ 9                  |
| 19.                  | Maria Kirilenková (RUS)         | 2 640                | 19                   | 14.                  | 10.                  | 20.                  | ▼ 5                  |
| 20.                  | Kirsten Flipkensová (BEL)       | 2 495                | 23                   | 54.                  | 13.                  | 54.                  | ▲ 34                 |

#### Světové jedničky
| Světová jednička          | Datum nástupu       | Datum odchodu     |
| ------------------------- | ------------------- | ----------------- |
| Viktoria Azarenková (BLR) | začátek sezóny 2013 | 17. února 2013    |
| Serena Williamsová (USA)  | 18. února 2013      | konec sezóny 2013 |

### Čtyřhra
Tabulky uvádí 10 nejvýše postavených párů na závěrečném žebříčku WTA Championships Race  určující postup na Turnaj mistryň a 20 nejvýše postavených hráček na konečném žebříčku WTA ve čtyřhře sezóny 2013. 
| Žebříček párů WTA Race | Žebříček párů WTA Race                                | Žebříček párů WTA Race | Žebříček párů WTA Race | Žebříček párů WTA Race |
| Poř.                   | pár (✓ – kvalifikován)                                | body                   | turnajů                |                        |
| ---------------------- | ----------------------------------------------------- | ---------------------- | ---------------------- | ---------------------- |
| 1.                     | Sara Erraniová (ITA) ✓ Roberta Vinciová (ITA)         | 7 415                  | 14                     |                        |
| 2.                     | Pcheng Šuaj (CHN) ✓ Sie Šu-wej (TPE)                  | 6 245                  | 13                     |                        |
| 3.                     | Naděžda Petrovová (RUS) ✓ Katarina Srebotniková (SLO) | 6 155                  | 10                     |                        |
| 4.                     | Jekatěrina Makarovová (RUS) ✓ Jelena Vesninová (RUS)  | 5 971                  | 14                     |                        |
| 5.                     | Ashleigh Bartyová (AUS) Casey Dellacquová (AUS)       | 4 621                  | 6                      |                        |
| 6.                     | Andrea Hlaváčková (CZE) Lucie Hradecká (CZE)          | 4 408                  | 12                     |                        |
| 7.                     | Anna-Lena Grönefeldová (GER) Květa Peschkeová (CZE)   | 4 390                  | 19                     |                        |
| 8.                     | Lucie Šafářová (CZE) Anastasija Pavljučenkovová (RUS) | 3 050                  | 14                     |                        |
| 9.                     | Raquel Kops-Jonesová (USA) Abigail Spearsová (USA)    | 2 990                  | 26                     |                        |
| 10.                    | Anastasia Rodionovová (AUS) Alla Kudrjavcevová (RUS)  | 2 285                  | 12                     |                        |

| 1.  | Sara Erraniová (ITA)         | 8 080 | ▲ 1   |
| 1.  | Roberta Vinciová (ITA)       | 8 080 | ▬     |
| 3.  | Sie Šu-wej (TPE)             | 7 815 | ▲ 22  |
| 4.  | Pcheng Šuaj (CHN)            | 7 815 | ▲ 52  |
| 5.  | Jelena Vesninová (RUS)       | 7 220 | ▲ 4   |
| 6.  | Katarina Srebotniková (SLO)  | 7 145 | ▲ 10  |
| 7.  | Jekatěrina Makarovová (RUS)  | 7 021 | ▲ 4   |
| 8.  | Naděžda Petrovová (RUS)      | 6 565 | ▼ 3   |
| 9.  | Sania Mirzaová (IND)         | 5 565 | ▲ 3   |
| 10. | Casey Dellacquová (AUS)      | 5 456 | ▲ 57  |
| 11. | Andrea Hlaváčková (CZE)      | 5 330 | ▼ 8   |
| 12. | Ashleigh Bartyová (AUS)      | 5 095 | ▲ 160 |
| 13. | Cara Blacková (ZIM)          | 4 740 | ▲ 611 |
| 14. | Lucie Hradecká (CZE)         | 4 730 | ▼ 10  |
| 15. | Anna-Lena Grönefeldová (GER) | 4 390 | ▲ 3   |
| 16. | Květa Peschkeová (CZE)       | 4 390 | ▲ 1   |
| 17. | Čeng Ťie (CHN)               | 3 680 | ▲ 2   |
| 18. | Lucie Šafářová (CZE)         | 3 620 | ▲ 41  |
| 19. | Kristina Mladenovicová (FRA) | 3 430 | ▲ 9   |
| 20. | Jelena Jankovićová (SRB)     | 3 300 | ▲ 284 |

#### Světové jedničky
| Světová jednička       | Datum nástupu       | Datum odchodu     |
| ---------------------- | ------------------- | ----------------- |
| Roberta Vinciová (ITA) | začátek sezóny 2013 | konec sezóny 2013 |
| Sara Erraniová (ITA)   | 29. dubna 2013      | konec sezóny 2013 |

## Herní parametry
Statistiky hráček ve sledovaných herních parametrech k závěru sezóny 4. listopadu 2013.
| Esa | Esa                    | Esa | Esa |
| P   | hráčka                 | esa | z   |
| --- | ---------------------- | --- | --- |
| 1.  | Serena Williamsová     | 480 | 80  |
| 2.  | Sabine Lisická         | 297 | 52  |
| 3.  | Petra Kvitová          | 250 | 70  |
| 4.  | Madison Keysová        | 225 | 41  |
| 5.  | Ana Ivanovićová        | 222 | 61  |
| 6.  | Kristina Mladenovicová | 207 | 46  |
| 7.  | Roberta Vinciová       | 204 | 69  |
| 8.  | Kirsten Flipkensová    | 203 | 55  |
| 9.  | Karolína Plíšková      | 191 | 27  |
| 10. | Julia Görgesová        | 186 | 40  |

| Vítězné hry na podání | Vítězné hry na podání | Vítězné hry na podání | Vítězné hry na podání |
| P                     | hráčka                | %                     | z                     |
| --------------------- | --------------------- | --------------------- | --------------------- |
| 1.                    | Serena Williamsová    | 84,1                  | 80                    |
| 2.                    | Maria Šarapovová      | 78,5                  | 44                    |
| 3.                    | Čang Šuaj             | 75,1                  | 25                    |
| 4.                    | Madison Keysová       | 74,2                  | 41                    |
| 5.                    | Sabine Lisická        | 73,7                  | 52                    |
| 6.                    | Samantha Stosurová    | 73,0                  | 61                    |
| 7.                    | Agnieszka Radwańská   | 72,6                  | 77                    |
| 8.                    | Karolína Plíšková     | 72,3                  | 27                    |
| 9.                    | Maria Kirilenková     | 71,8                  | 52                    |
| 10.                   | Kaia Kanepiová        | 71,7                  | 31                    |

| Odvrácené brejkboly | Odvrácené brejkboly | Odvrácené brejkboly | Odvrácené brejkboly |
| P                   | hráčka              | %                   | z                   |
| ------------------- | ------------------- | ------------------- | ------------------- |
| 1.                  | Serena Williamsová  | 64,8                | 80                  |
| 2.                  | Maria Šarapovová    | 62,8                | 44                  |
| 3.                  | Kaia Kanepiová      | 62,1                | 31                  |
| 4.                  | Petra Kvitová       | 61,4                | 70                  |
| 5.                  | Madison Keysová     | 60,6                | 41                  |
| 6.                  | Karolína Plíšková   | 60,5                | 27                  |
| 7.                  | Li Na               | 60,0                | 58                  |
| 8.                  | Samantha Stosurová  | 59,7                | 61                  |
| 9.                  | Andrea Petkovicová  | 59,2                | 32                  |
| 10.                 | Petra Martićová     | 59,1                | 22                  |

| Úspěšnost 1, podání | Úspěšnost 1, podání    | Úspěšnost 1, podání | Úspěšnost 1, podání |
| P                   | Hráčka                 | %                   | z                   |
| ------------------- | ---------------------- | ------------------- | ------------------- |
| 1.                  | Sara Erraniová         | 82,8                | 67                  |
| 2.                  | Monica Niculescuová    | 75,9                | 43                  |
| 3.                  | Čeng Ťie               | 70,7                | 36                  |
| 4.                  | Kimiko Date-Krummová   | 69,6                | 28                  |
| 5.                  | Caroline Wozniacká     | 69,4                | 61                  |
| 6.                  | Annika Becková         | 69,4                | 44                  |
| 7.                  | Yvonne Meusburgerová   | 69,1                | 27                  |
| 8.                  | Carla Suárez Navarrová | 68,6                | 67                  |
| 9.                  | Simona Halepová        | 67,7                | 67                  |
| 10.                 | Sofia Arvidssonová     | 67,3                | 24                  |

| Vítězné body po 1. podání | Vítězné body po 1. podání | Vítězné body po 1. podání | Vítězné body po 1. podání |
| P                         | Hráčka                    | %                         | z                         |
| ------------------------- | ------------------------- | ------------------------- | ------------------------- |
| 1.                        | Serena Williamsová        | 74,7                      | 80                        |
| 2.                        | Karolína Plíšková         | 71,9                      | 29                        |
| 3.                        | Maria Šarapovová          | 71,5                      | 44                        |
| 4.                        | Marina Erakovicová        | 70,9                      | 36                        |
| 5.                        | Sabine Lisická            | 70,7                      | 52                        |
| 6.                        | Madison Keysová           | 69,4                      | 41                        |
| 7.                        | Kaia Kanepiová            | 69,2                      | 31                        |
| 8.                        | Laura Robsonová           | 68,9                      | 40                        |
| 9.                        | Kristina Mladenovicová    | 68,4                      | 46                        |
| 10.                       | Bethanie Mattek-Sandsová  | 67,9                      | 31                        |

| Vítězné body po 2. podání | Vítězné body po 2. podání | Vítězné body po 2. podání | Vítězné body po 2. podání |
| P                         | Hráčka                    | %                         | z                         |
| ------------------------- | ------------------------- | ------------------------- | ------------------------- |
| 1.                        | Čang Šuaj                 | 52,5                      | 25                        |
| 2.                        | Serena Williamsová        | 51,2                      | 80                        |
| 3.                        | Donna Vekićová            | 50,7                      | 24                        |
| 4.                        | Agnieszka Radwańská       | 49,9                      | 75                        |
| 5.                        | Mónica Puigová            | 49,7                      | 28                        |
| 6.                        | Maria Kirilenková         | 49,7                      | 52                        |
| 7.                        | Caroline Wozniacká        | 48,6                      | 61                        |
| 8.                        | Angelique Kerberová       | 48,6                      | 66                        |
| 9.                        | Bethanie Mattek-Sandsová  | 47,7                      | 31                        |
| 10.                       | Misaki Doiová             | 47,5                      | 30                        |

| Vítězné body na příjmu po 1. podání | Vítězné body na příjmu po 1. podání | Vítězné body na příjmu po 1. podání | Vítězné body na příjmu po 1. podání |
| P                                   | hráčka                              | %                                   | z                                   |
| ----------------------------------- | ----------------------------------- | ----------------------------------- | ----------------------------------- |
| 1.                                  | Yvonne Meusburgerová                | 46,1                                | 27                                  |
| 2.                                  | Serena Williamsová                  | 44,7                                | 80                                  |
| 3.                                  | Simona Halepová                     | 43,8                                | 67                                  |
| 4.                                  | Šachar Pe'erová                     | 43,7                                | 30                                  |
| 5.                                  | Viktoria Azarenková                 | 43,3                                | 52                                  |
| 6.                                  | Čang Šuaj                           | 43,0                                | 25                                  |
| 7.                                  | Monica Niculescuová                 | 42,8                                | 43                                  |
| 8.                                  | Li Na                               | 42,3                                | 58                                  |
| 9.                                  | Sara Erraniová                      | 42,2                                | 67                                  |
| 10.                                 | Maria Šarapovová                    | 42,1                                | 44                                  |

| Proměněné brejkboly | Proměněné brejkboly  | Proměněné brejkboly | Proměněné brejkboly |
| P                   | hráčka               | %                   | z                   |
| ------------------- | -------------------- | ------------------- | ------------------- |
| 1.                  | Čang Šuaj            | 56,1                | 25                  |
| 2.                  | Simona Halepová      | 55,4                | 67                  |
| 3.                  | Serena Williamsová   | 54,1                | 80                  |
| 4.                  | Li Na                | 53,0                | 58                  |
| 5.                  | Lesja Curenková      | 52,2                | 30                  |
| 6.                  | Kimiko Date-Krummová | 51,7                | 28                  |
| 7.                  | Urszula Radwańská    | 51,4                | 44                  |
| 8.                  | Monica Niculescuová  | 51,4                | 43                  |
| 9.                  | Andrea Petkovicová   | 50,8                | 32                  |
| 10.                 | Lara Arruabarrenová  | 50,6                | 24                  |

| Vítězné hry na příjmu | Vítězné hry na příjmu | Vítězné hry na příjmu | Vítězné hry na příjmu |
| P                     | hráčka                | %                     | z                     |
| --------------------- | --------------------- | --------------------- | --------------------- |
| 1.                    | Viktoria Azarenková   | 54,8                  | 51                    |
| 2.                    | Serena Williamsová    | 53,9                  | 70                    |
| 3.                    | Simona Halepová       | 50,8                  | 67                    |
| 4.                    | Sara Erraniová        | 50,4                  | 67                    |
| 5.                    | Yvonne Meusburgerová  | 50,2                  | 27                    |
| 6.                    | Čang Šuaj             | 49,3                  | 25                    |
| 7.                    | Li Na                 | 47,1                  | 58                    |
| 8.                    | Klára Zakopalová      | 46,2                  | 52                    |
| 9.                    | Maria Šarapovová      | 46,1                  | 44                    |
| 10.                   | Monica Niculescuová   | 45,2                  | 43                    |

Legenda
- P – pořadí
- z – odehraných zápasů
- % – procentuální úspěšnost

## Výdělek tenistek
| Nejvyšší výdělky tenistek                                    | Nejvyšší výdělky tenistek | Nejvyšší výdělky tenistek | Nejvyšší výdělky tenistek | Nejvyšší výdělky tenistek | Nejvyšší výdělky tenistek | Nejvyšší výdělky tenistek |
| Poř.                                                         | tenistka                  | ve dvouhře                | ve čtyřhře                | v mixu                    | bonus                     | celkem v sezóně           |
| ------------------------------------------------------------ | ------------------------- | ------------------------- | ------------------------- | ------------------------- | ------------------------- | ------------------------- |
| 1.                                                           | Serena Williamsová (USA)  | 11 995 654 $              | 89 918 $                  | 0 $                       | 300 000 $                 | 12 385 572 $              |
| 2.                                                           | Viktoria Azarenková (BLR) | 6 097 165 $               | 0 $                       | 0 $                       | 400 000 $                 | 6 497 165 $               |
| 3.                                                           | Li Na (CHN)               | 3 982 485 $               | 0 $                       | 0 $                       | 0 $                       | 3 982 485 $               |
| 4.                                                           | Maria Šarapovová (RUS)    | 3 544 222 $               | 0 $                       | 0 $                       | 0 $                       | 3 544 222 $               |
| 6.                                                           | Agnieszka Radwańská (POL) | 2 593 332 $               | 0 $                       | 0 $                       | 525 000 $                 | 3 118 332 $               |
| 7.                                                           | Sara Erraniová (ITA)      | 1 958 890 $               | 665 102 $                 | 0 $                       | 450 000 $                 | 3 073 992 $               |
| 5.                                                           | Marion Bartoliová (FRA)   | 2 889 097 $               | 0 $                       | 1 035 $                   | 0 $                       | 2 890 132 $               |
| 8.                                                           | Petra Kvitová (CZE)       | 2 531 403 $               | 22 071 $                  | 0 $                       | 300 000 $                 | 2 853 474 $               |
| 9.                                                           | Angelique Kerberová (GER) | 1 660 150 $               | 29 208 $                  | 0 $                       | 450 000 $                 | 2 139 358 $               |
| 10.                                                          | Jelena Jankovićová (SRB)  | 1 831 399 $               | 194 491 $                 | 4 459 $                   | 0 $                       | 2 030 349 $               |
| částky v amerických dolarech; aktualizováno 2. prosince 2013 |                           |                           |                           |                           |                           |                           |

## Ukončení kariéry
Seznam uvádí tenistky (vítězky turnaje WTA, a/nebo ty, které byly klasifikovány alespoň jeden týden v Top 100 dvouhry a/nebo Top 50 čtyřhry žebříčku WTA), jež ohlásily ukončení profesionální kariéry, neodehrály za více než 52 uplynulých týdnů žádný turnaj, nebo jim byl během sezóny 2013 uložen stálý zákaz hraní:
- Marion Bartoliová (2. října 1984 Le Puy-en-Velay, Francie) se stala profesionálkou v roce 2000, po většinu kariéry se pohybovala v okolí Top 20, nejvýše dosáhla na 7. místo v singlovém žebříčku během ledna 2012. Ve čtyřhře pak bylo jejím maximem 14. místo v roce 2004. V letech 2007 a 2012 si zahrála Turnaj mistryň. Největšího úspěchu dosáhla na sklonku kariéry, když vyhrála Wimbledon 2013 po finálové výhře nad Lisickou, jediný Grand Slam kariéry. Do finále wimbledonské dvouhry se probojovala již v roce 2007, kde ji zdolala Venus Williamsová. Na okruhu WTA vyhrála osm turnajů ve dvouhře a tři ve čtyřhře. Konec profesionální dráhy oznámila v srpnu 2013 šest týdnů po wimbledonském triumfu. K oznámení se rozhodla po prohře ve druhém kole s Halepovou na Cincinnati Masters 2013. V té době figurovala na svém ebříčkovém maximu, 7. příčce.
- Séverine Beltramová (* 14. srpna 1979 Montpellier, Francie), v letech 2005–2008 během manželství hrála pod jménem Séverine Brémondová, a poté do konce roku 2009 známá jako Séverine Brémond Beltrame, se stala profesionálkou v roce 2002, nejvýše dosáhla na 34. místo žebříčku v únoru 2007. Nezískala žádný titul WTA, ale jako kvalifikantka se probojovala do čtvrtfinále dvouhry Wimbledonu 2006, stejně jako osmifinále US Open 2008. Řadila se do známé tzv. „Generace 1979“ spolu s dalšími francouzskými tenistkami Amélií Mauresmovou, Nathalií Dechyovou a Émilií Loitovou. Ve 33 letech ukončila jako poslední z nich kariéru. Závěrečný zápas odehrála v kvalifikaci French Open 2013.
- Jill Craybasová (* 4. července 1974 Providence, Spojené státy) se profesionálkou stala v roce 1996, nejvýše dosáhla 39. místa v singlovém žebříčku a ve čtyřhře pak bylo jejím maximem 41. místo. V období 2000 a 2011 odehrála 45 hlavních soutěží dvouher na turnajích Grand Slamu bez přerušení. Nejdále se probojovala do osmifinále Wimbledonu 2005, kde vyřadila Bartoliovou i Serenu Williamsovou, než podlehla Venus Williamsové. Na okruhu WTA Tour získala jeidný titul ve dvouhře na Japan Open Tennis Championships 2002 a pět titulů ve čtyřhře. Konec kariéry oznámila ve věku 39 let po US Open 2013.
- Anna Čakvetadzeová (* 5. března 1987 Moskva, Rusko) se profesionálkou stala v roce 2003 a závodní dráhu ukončila v září 2013. Na okruhu WTA vyhrála osm titulů ve dvouhře, včetně Kremlin Cupu 2006 z kategorie WTA Tier I. Na grandslamu došla nejdále do semifinále US Open 2007, které ji vyneso a žebříčkové maximum, když po turnaji figurovala na 5. místě. Zahrála si také čtvrtfinále Australian Open 2007 a French Open 2007, což ji pomohlo se kvalifikovat na závěrečný Turnaj mistryň 2007 vhraný v Madridu. na něm postoupila do semifinále, kde ji zdolala Šarapovová. Od sezóny 2007 začala ve světové klasifikaci klesat. Po několika zranění vypadla z elitní stovky v roce 2011, následně se pokusila vrátit. Další zdravotní komplikace přišly v roce 2012 a v září 2013 ukončila kariéru.
- Anne Keothavongová (* 16. září 1983 Hackney, Spojené království), se stala profesionálkou v roce 2001, nejvýše dosáhla 48. místa v singlovém žebříčku během února 2009. Ve čtyřhře pak bylo jejím maximem 94. místo v roce 2011. Na okruhu ITF vyhrála 20 titulů ve dvouhře a 8 ve čtyřhře. V sezóně 2013 se probojovala do deblového finále turnaje okruhu WTA. Na grandslamu došla nejdále do třetího kola na US Open 2008. Velkou Británii reprezentovala na Letních olympijských hrách 2012 v Londýně a byla členkou fedcupového týmu v letech 2001–2013. Odchod oznámila 24. července 2013 ve věku 29 let.
- Rebecca Marinová (* 16. prosince 1990 Toronto, Kanada), se profesionálkou stala v roce 2008, nejvýše ve dvouhře figurovala na 38. místě v roce 2011. Na okruhu WTA si zahrála jedno singlové finále na Memphis International a vyhrála 5 turnajů ITF. Z osobních důvodů přerušila kariéru na počátku roku 2012. Na dvorce se vrátila koncem stejné sezóny, ale definitivní ukončení kariéry oznámila v únoru 2013, ve věku 22 let.
- Zuzana Ondrášková (* 3. května 1980 Opava, Československo), se profesionálkou stala v roce 1995, nejvýše ve dvouhře figurovala na 74. místě v únoru 2004. Nezískala žádný titul WTA. Na okruhu ITF vyhrála dvacet turnajů ve dvouhře. Čtyřikrát si zahrála druhé kolo Grand Slamu a také zaznamenala výhry nad hráčkami nejvyšší úrovně, když porazila Dinaru Safinovou, Li Na a Marion Bartoliovou. Ukončení kariéry oznámila na počátku sezóny 2013, ve věku 33 let.
- Anastasija Sevastovová (* 13. dubna 1990 Liepāja, Lotyšsko), se profesionálkou stala v roce 2006, nejvýše ve dvouhře figurovala na 36. místě v lednu 2011 po skončení Australian Open, kde dosáhla nejlepšího grandslamového výsledku. Podlehla až v osmifinále se světovou jedničkou Caroline Wozniackou. Na okruhu WTA Tour získala jeden titul ve dvouhře, když triumfovala na Estoril Open 2010 a stala se první Lotyškou, jež vyhrála turnaj WTA od roku 1993. Dvakrát také porazila tenistku z elitní desítky žebříčku, Samanthu Stosurovou a Jelenu Jankovićovou. Odchod oznámila v květnu 2013 ve věku 23 let, když byla od roku 2011 opakovaně sužována zraněními.
- Ágnes Szávayová (* 29. prosince 1988 Kiskunhalas, Maďarsko), mezi profesionálkami hrála v sezónách 2004–2013. Ve své kariéře na okruhu WTA Tour zvítězila v pěti singlových a dvou deblových turnajích. V rámci okruhu ITF získala tři tituly ve dvouhře a tři ve čtyřhře. Na žebříčku byla ve dvouhře nejvýše klasifikována v dubnu 2008na 13. místě a ve čtyřhře pak v září 2007 na 22. místě. Profesionální kariéru ukončila 6. února 2013 ve dvaceti čtyřech letech ze zdravotních důvodů. V sezóně 2012 si přivodila zlomeninu obratle a na okruh se již nevrátila. Při odchodu sdělila: „Dlouho mi trvalo, než jsem se rozhodla, ale nemám na vybranou. Nesmím riskovat své zdraví.“[9][10] Na grandslamu se probojovala do čtvrtfinále dvouhry a semifinále ženské čtyřhry US Open 2007. WTA ji v roce 2007 vyhlásila nováčkem roku.

## Návraty na okruh
- Martina Hingisová (* 30. září 1980 Košice, Československo), se profesionálkou stala v roce 1994 a druhý návrat uskutečnila v červenci 2013. Představuje bývalou světovou jedničku ve dvouhře i čtyřhře, držitelku 15 Grand Slamů (5 ve dvouhře, 9 v ženské čtyřhře a 1 ve smíšené čtyřhře). Na okruhu WTA vyhrála 43 singlových a 37 deblových turnajů. Podruhé se vrátila pouze do soutěží čtyřher, když předtím kariéru ukončila v listopadu 2007.